# 第7艦隊 (アメリカ軍)
第7艦隊（だいななかんたい、U.S. Seventh Fleet）は、アメリカ海軍の艦隊の1つである。ハワイのホノルルに司令部を置く太平洋艦隊の指揮下にあり、国際日付変更線以西の西太平洋・インド洋（中東地域を除く）を担当海域とする。旗艦/司令部は、日本の神奈川県横須賀にある揚陸指揮艦「ブルー・リッジ」（USS Blue Ridge, LCC-19）。
第7艦隊は、任務に応じて編成された複数の「任務部隊」（「タスクフォース」）(Task Force, TF)で構成される。

## 概要

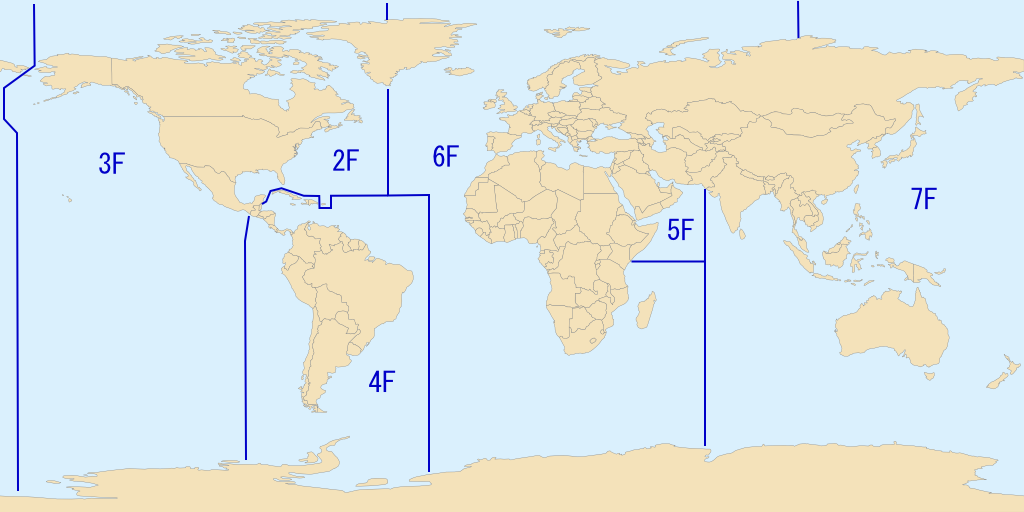
第7艦隊担当海域 「7F」で示される海域 （2009年現在）

東経160度線以東の東太平洋（第4艦隊担当の南米西岸海域を除く）を担当海域とする第3艦隊とともに、アメリカ太平洋艦隊を構成する。旗艦/司令部は日本国の神奈川県横須賀市にある横須賀海軍施設を母港とする揚陸指揮艦「ブルー・リッジ」艦上にあり、海軍中将が座乗する。神奈川県の横須賀海軍施設の他、長崎県佐世保市の佐世保海軍施設、沖縄県、韓国の釜山、浦項、鎮海、シンガポールなどに基地を展開している。
第7艦隊は、原子力空母「ジョージ・ワシントン」と艦載される第5空母航空団を戦闘部隊の主力とし、戦時には50〜60の艦船、350機の航空機を擁する規模となる。人的勢力も6万の水兵と海兵を動員する能力をもつ。平時の兵力は約2万。アメリカ本国の反対側に当たる地球の半分を活動範囲とし、アメリカ海軍の艦隊の中では、最大の規模と戦力を誇る。また、同盟（日米同盟）下にある日本の海上自衛隊・同盟（米韓同盟）下にある韓国の大韓民国海軍及び、同盟（米比同盟）下にあるフィリピンのフィリピン海軍と密接な関係を持っている。
現在の司令官は、フレッド・W・ケイチャー中将（2024年2月15日〜）
米公式チャンネルで計画では、第7艦隊のインド海・オーストラリアの警備を現在欠番である第1艦隊に任せる可能性があると発表した。

## 沿革

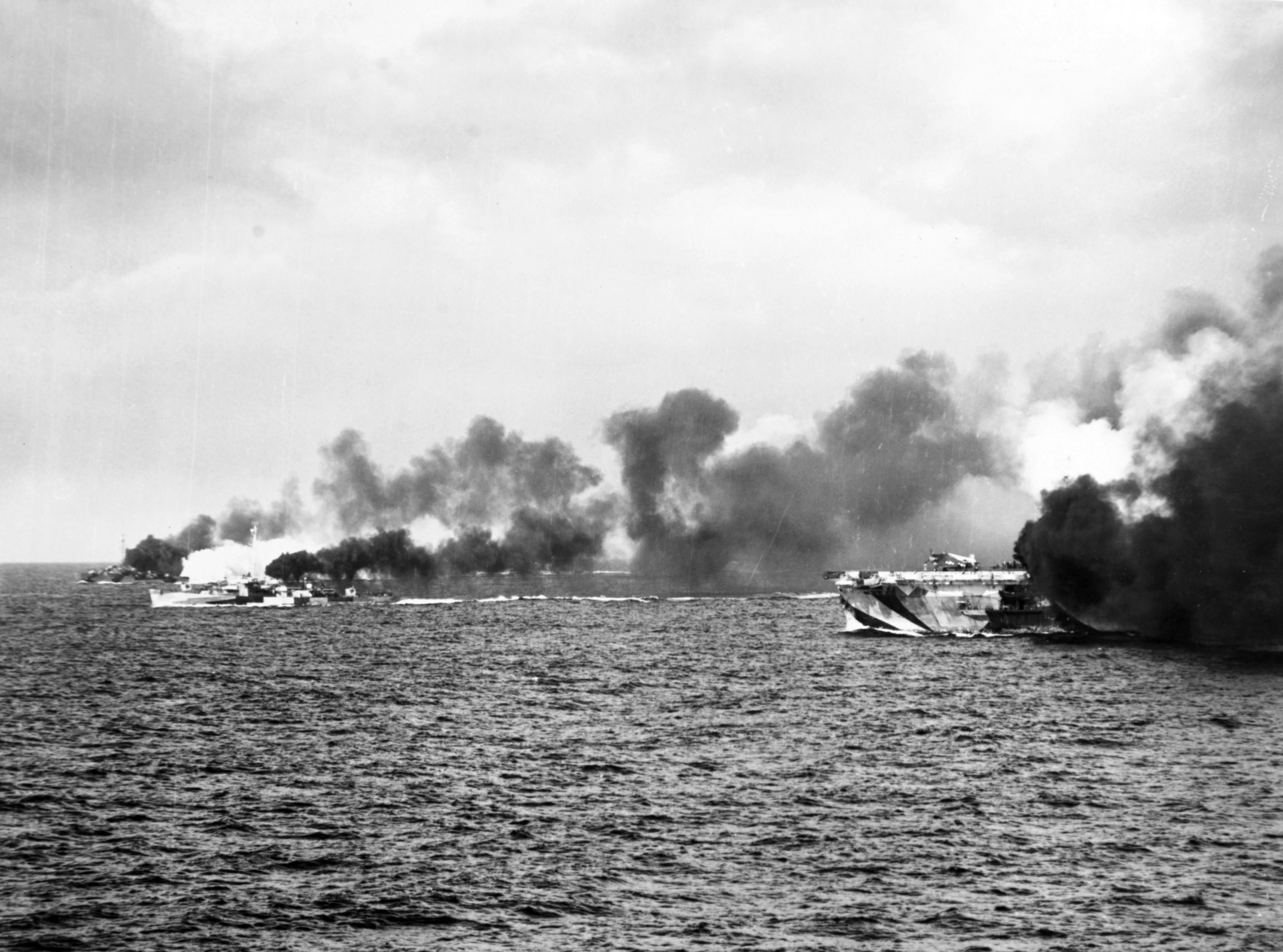
第77任務部隊第4群第3集団所属
護衛空母「ガンビア・ベイ」 CVE-73
1944年サマール沖海戦

1943年3月、ダグラス・マッカーサー陸軍大将の指揮下にある南西太平洋海軍部隊が改編され第7艦隊となる。
太平洋戦争中の第7艦隊は、太平洋艦隊司令長官（CINCPAC）チェスター・ニミッツ大将（1944年12月に元帥昇進）の指揮には属さなかった。トーマス・C・キンケイド中将が率いた1944年10月のレイテ沖海戦の際には、ウィリアム・ハルゼー大将が率いる第3艦隊との間で連絡の齟齬があり問題となった。
1947年西太平洋海軍部隊に改編されたが、1949年第7特派艦隊となり、1950年2月に第7艦隊へと再編成された。朝鮮戦争後の1954年11月、極東海軍司令官（COMNAVFE）の指揮下から太平洋艦隊司令長官の指揮下に移った。朝鮮戦争（1950年～1953年）、ベトナム戦争（1965年～1973年）、1991年の湾岸戦争に参加している。 ベトナム戦争時には、非公式であるが、「トンキン湾ヨットクラブ」 (Tonkin Gulf Yacht Club) のニックネームがあった。
中東は第5艦隊が編成される1995年以前、この地域の責任は第7艦隊となっていた。
横須賀や佐世保・グアムを母港とする艦艇以外は東太平洋を担当する第3艦隊から派遣を受けているが、状況によっては第5艦隊へ艦艇を派遣している。
歴史的に第5艦隊との関係が深いが、最近は中国、北朝鮮の動向により、第5艦隊へ派遣される空母打撃群が途中、第7艦隊の空母打撃群との演習をしてアメリカ合衆国本土と行き来したりしている。
2017年に所属艦船および航空機に事故が相次ぎ、責任を負う形で上級幹部（艦隊司令官（中将）、第70任務部隊司令官（少将）、第15駆逐戦隊司令官（大佐））および複数の艦長が解任され、事故原因および再発防止策の調査が行われた。（→参照）
2019年、佐世保基地に配備されていた「ワスプ」と交代で、最新鋭の強襲揚陸艦「アメリカ」が配備についた。

## 任務部隊
任務部隊は、単独もしくは複数の第7艦隊所属部隊やアメリカ太平洋海兵隊所属部隊で編成する。また、コマンダー（Commander）の「C」を冠して「コマンダータスクフォース」（CTF）と呼称する。第7艦隊隷下のタスクフォースは、70番台で表記され、「CTF-7x」となる。
第70任務部隊 (Task Force 70, CTF-70)
第7艦隊戦闘部隊（Battle Force, Seventh Fleet）により編成する。
司令部は、横須賀海軍施設を母港とする「ジョージ・ワシントン」艦内。
第71任務部隊 (Task Force 71, CTF-71)
第1海軍特殊戦部隊（Navy Special Warfare Unit One, NSWU-1）により編成する。
司令部は、グアム。
第72任務部隊（Task Force 72, CTF-72）
第7艦隊哨戒部隊（Patrol Reconnaissance Force Seventh）により編成する。
司令部は、三沢飛行場。
第73任務部隊（Task Force 73, CTF-73）
西太平洋兵站群（Logistics Group, Western Pacific, LOGWESTPAC）
司令部は、シンガポール。
第74任務部隊（Task Force 74, CTF-74）
第7潜水艦群（SUBGRU7） で編成する。グアムを母港とする第7艦隊潜水艦部隊（Submarine Force, Seventh Fleet）により構成され、状況により第7艦隊担当海域に展開し作戦行動する原子力潜水艦も第7戦水艦群の構成艦となる。
司令部は、横須賀海軍施設。
CTF-74は、第5艦隊担当海域に部隊を展開させると第54任務部隊（Task Force 54, CTF-54）として機能する。CTF-74とCTF-54の司令官は兼任する。
第75任務部隊（Task Force 75, CTF-75）
第7艦隊海軍遠征部隊太平洋コマンドにより編成する。
司令部は、グアム。
第76任務部隊（Task Force 76, CTF-76）
第7艦隊揚陸部隊/第7遠征打撃群（Amphibious Force, Seventh Fleet/Expeditionary Strike Group 7, ESG-7）
第11水陸両用戦隊、揚陸指揮艦「ブルー・リッジ」と第5空母打撃群の第15駆逐戦隊から数隻のイージス駆逐艦により編成する。第76任務部隊の旗艦も「ブルー・リッジ」である。
平時は、第7掃海隊も隷下に置く。
司令部は、佐世保基地を母港とする「アメリカ」艦内。
第77任務部隊（Task Force 77, CTF-77）
第7艦隊の機雷戦部隊。平時は編成されていない。第7掃海隊により機雷戦を行う。
第78任務部隊（Task Force 78, CTF-78）
在韓米海軍（CNFK）
司令部は、龍山基地（大韓民国・ソウル特別市龍山区）。
第79任務部隊（Task Force 79, CTF-79）
第7艦隊上陸部隊（Landing Force, Seventh Fleet）
アメリカ海兵隊の部隊により構成される。
平時は、太平洋海兵隊（MarForPac）第3海兵遠征軍（III Marine Expeditionary Force, 3MEF）に属する第3海兵遠征旅団（3rd Marine Expeditionary Brigade, 3MEB）の司令部のみを常設する。
3MEBに編入された3MEF所属の部隊や第31海兵隊遠征隊（31st Marine Expeditionary Unit〈Special Operations Capable, SOC〉, 31MEU）が、第7艦隊水陸両用部隊/第7遠征打撃群として乗艦した際に、第79任務部隊として編成される。
第79任務部隊は、作戦統制は第7艦隊司令官、部隊管理は太平洋艦隊海兵軍（FMFPac）の指揮を受ける。なお太平洋艦隊海兵軍司令官は、太平洋海兵隊司令官が兼任する。

## 所属部隊

### 第7艦隊戦闘部隊
第7艦隊戦闘部隊（Battle Force, Seventh Fleet）は、空母「ジョージ・ワシントン」を中心とした戦闘部隊。司令部は、横須賀海軍施設を母港とする「ジョージ・ワシントン」艦内。
作戦行動時には、空母「ジョージ・ワシントン」を中心とした「第5空母打撃群」（Carrier Strike Group 5）を構成し任務にあたる。基本編成は、空母「ジョージ・ワシントン」（CVN-73）と艦載される第5空母航空団、直衛のイージス巡洋艦1隻（「ロバート・スモールズ」（CG-62）、第15駆逐戦隊（DESRON 15）所属のイージス駆逐艦2隻、攻撃型原子力潜水艦1～2隻、補給艦からなる。編成は作戦地域の脅威度などにより作戦毎に変更される。

### 第5空母打撃群

#### 原子力空母
- ニミッツ級航空母艦「ジョージ・ワシントン」（USS George Washington, CVN-73）- 母港 横須賀海軍施設

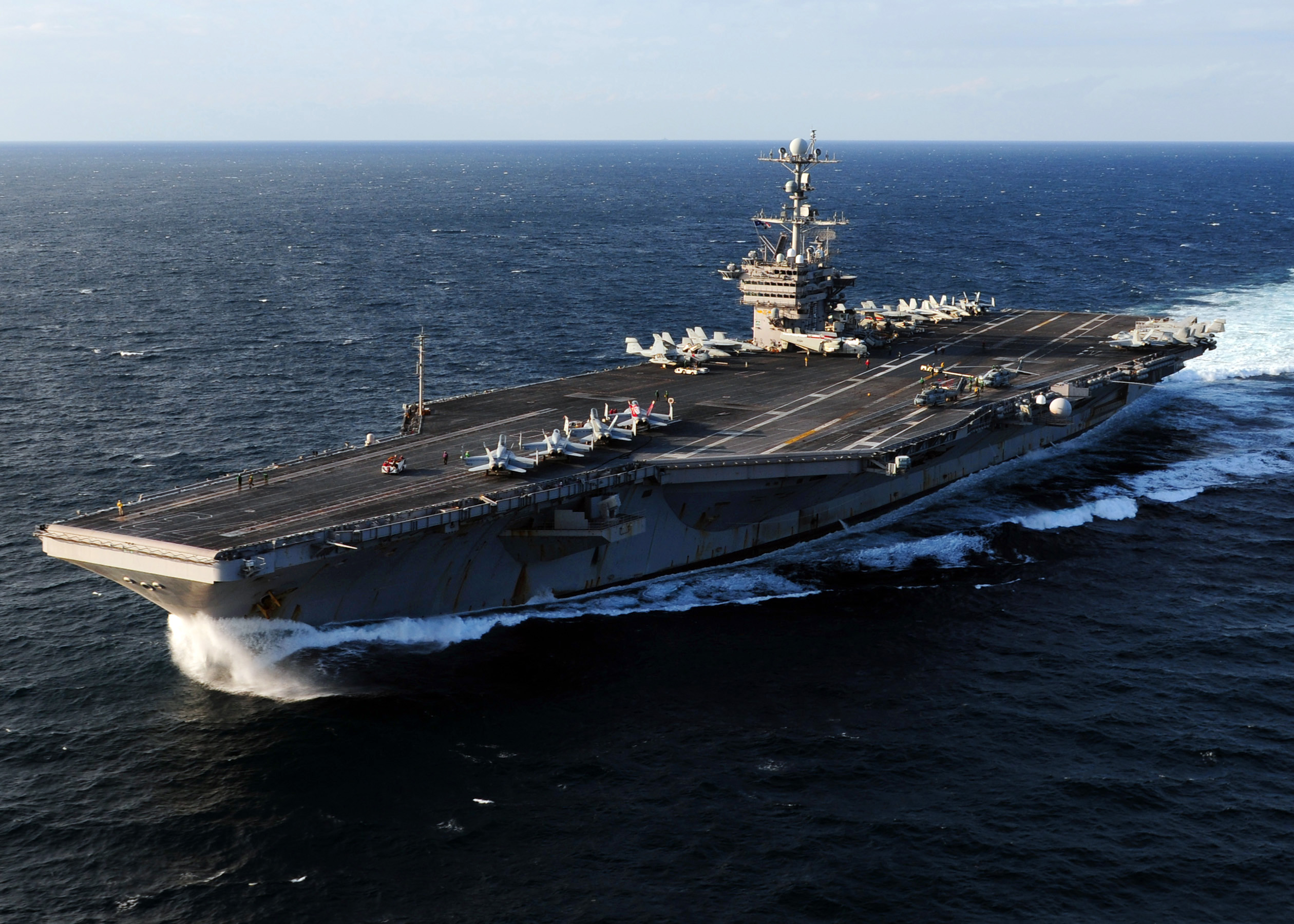
ジョージ・ワシントン(CVN 73)

#### 第5空母打撃群直属ミサイル巡洋艦
- タイコンデロガ級ミサイル巡洋艦「ロバート・スモールズ」（USS Robert Smalls, CG-62）- イージスシステムをベースライン9Aに改修した防空能力強化型イージス巡洋艦

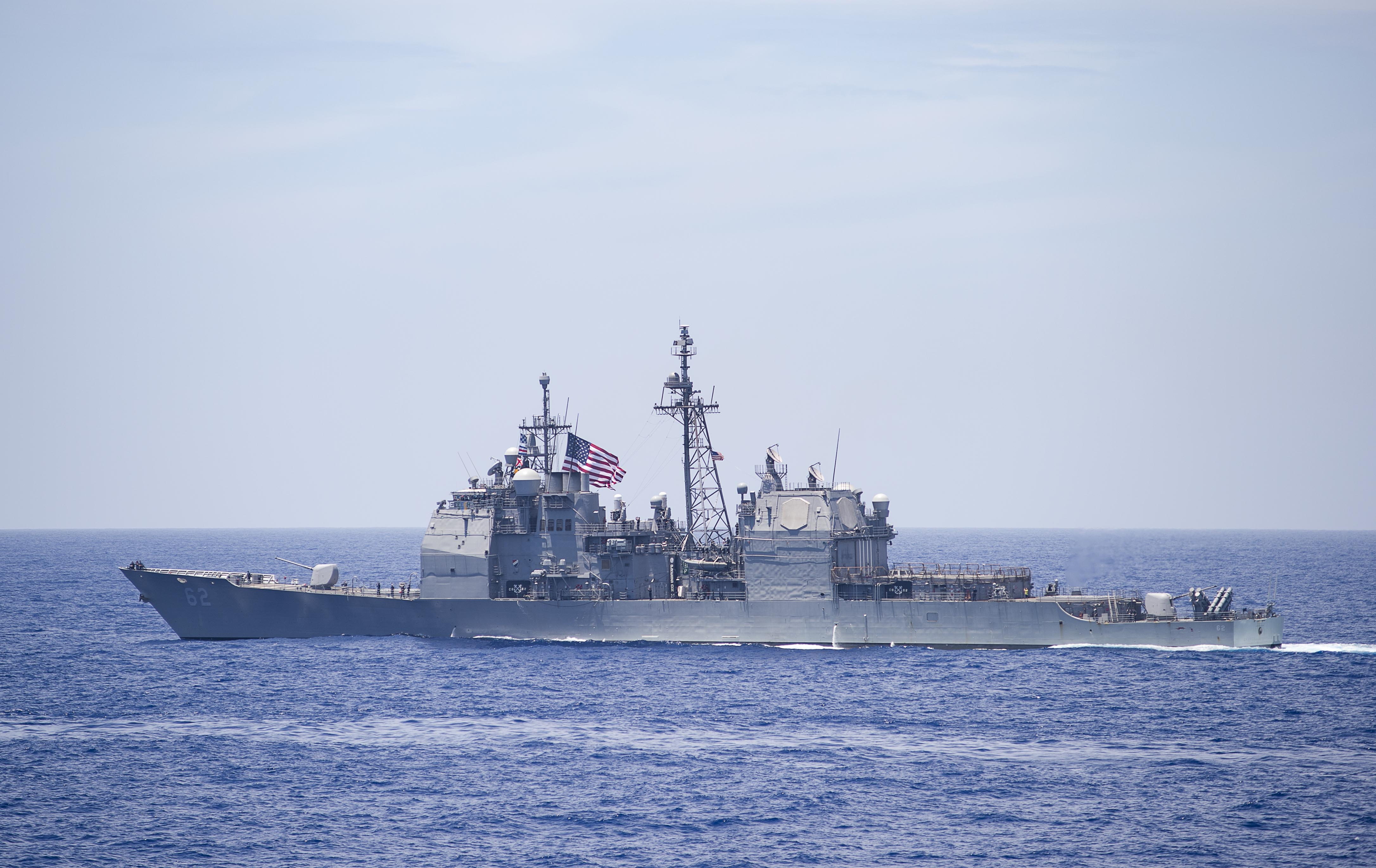
ミサイル巡洋艦 「ロバート・スモールズ」 CG-62

#### 第15駆逐戦隊
第15駆逐戦隊（Destroyer Squadron 15, DESRON 15）は、第5空母打撃群の護衛を担当する。そのほかにも空母打撃群から離れ、弾道ミサイル防衛任務に就いたり、水上艦部隊のみで構成される海上警戒やトマホークによる攻撃任務、佐世保の第11水陸両用戦隊に合流し第7遠征打撃群を編成する。また、近年は南シナ海における中国の人工島埋め立てに対応して航行の自由作戦（Freedom Of Navigation Operation）を実施したりもしている。なお、アメリカ海軍における駆逐戦隊は旧日本海軍の駆逐隊や海上自衛隊の護衛隊に相当する単位ではなく、水雷戦隊や護衛隊群と同等の単位とされており、司令官には代将級の海軍大佐が、次席指揮官には海軍大佐が充てられている。
- アーレイ・バーク級ミサイル駆逐艦「ベンフォールド」（USS Benfold, DDG-65）- イージス・システムベースライン9Cを搭載したIAMD駆逐艦
- アーレイ・バーク級ミサイル駆逐艦「ミリアス」（USS Milius, DDG-69）- BMD駆逐艦
- アーレイ・バーク級ミサイル駆逐艦「ヒギンズ」（USS Higgins, DDG-76）- BMD駆逐艦
- アーレイ・バーク級ミサイル駆逐艦「ハワード」（USS Howard, DDG-83）- BMD駆逐艦
- アーレイ・バーク級ミサイル駆逐艦「マッキャンベル」（USS McCampbell, DDG-85）- BMD駆逐艦
- アーレイ・バーク級ミサイル駆逐艦「シャウプ」（USS Shoup, DDG-86）- BMD駆逐艦
- アーレイ・バーク級ミサイル駆逐艦「プレブル」（USS Preble, DDG-88）- HELIOS搭載駆逐艦
- アーレイ・バーク級ミサイル駆逐艦「デューイ」（USS Dewey, DDG-105）- BMD駆逐艦
- アーレイ・バーク級ミサイル駆逐艦「ジョン・フィン」（USS John Finn, DDG-113）- BMD駆逐艦
- アーレイ・バーク級ミサイル駆逐艦「ラルフ・ジョンソン」（USS Ralph Johnson, DDG-114）- BMD駆逐艦
- アーレイ・バーク級ミサイル駆逐艦「ラファエル・ペラルタ」（USS Rafael Peralta, DDG-115）- BMD駆逐艦

「ベンフォールド」（DDG-65）・「ミリアス」（DDG-69）は、アーレイ・バーク級ミサイル駆逐艦の基本形「フライトI」、「ヒギンズ」（DDG-76）は「フライトII」である。「ハワード」（DDG-83）・「プレブル」（DDG-88）・「デューイ」（DDG-105）・「ラルフ・ジョンソン」（DDG-114）・「ラファエル・ペラルタ」（DDG-115）は、「フライトII A」で、ヘリコプター用格納庫を装備しSH-60 シーホークを2機まで格納できる。

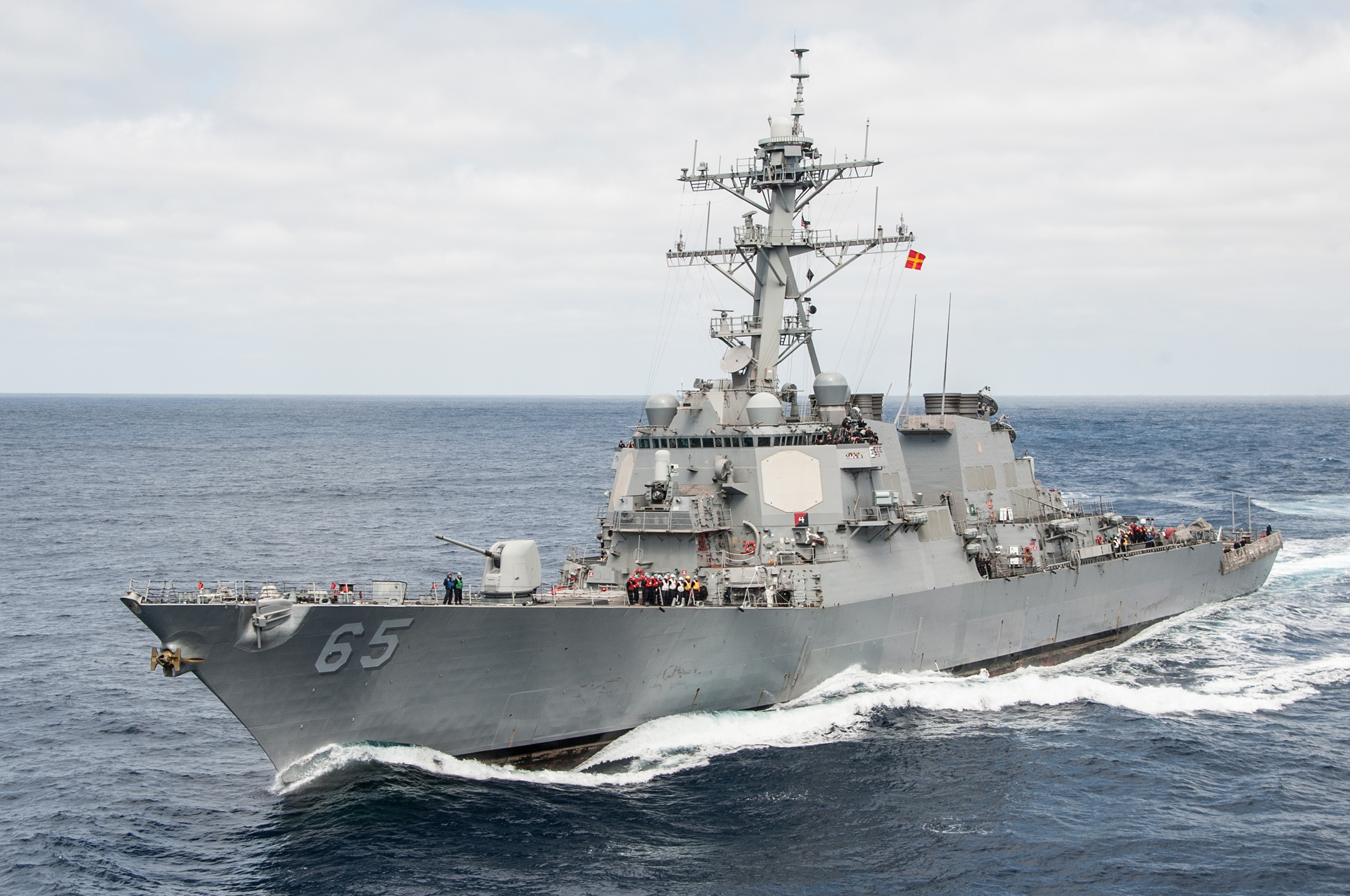
ミサイル駆逐艦 「ベンフォールド」 DDG-65[注 6]
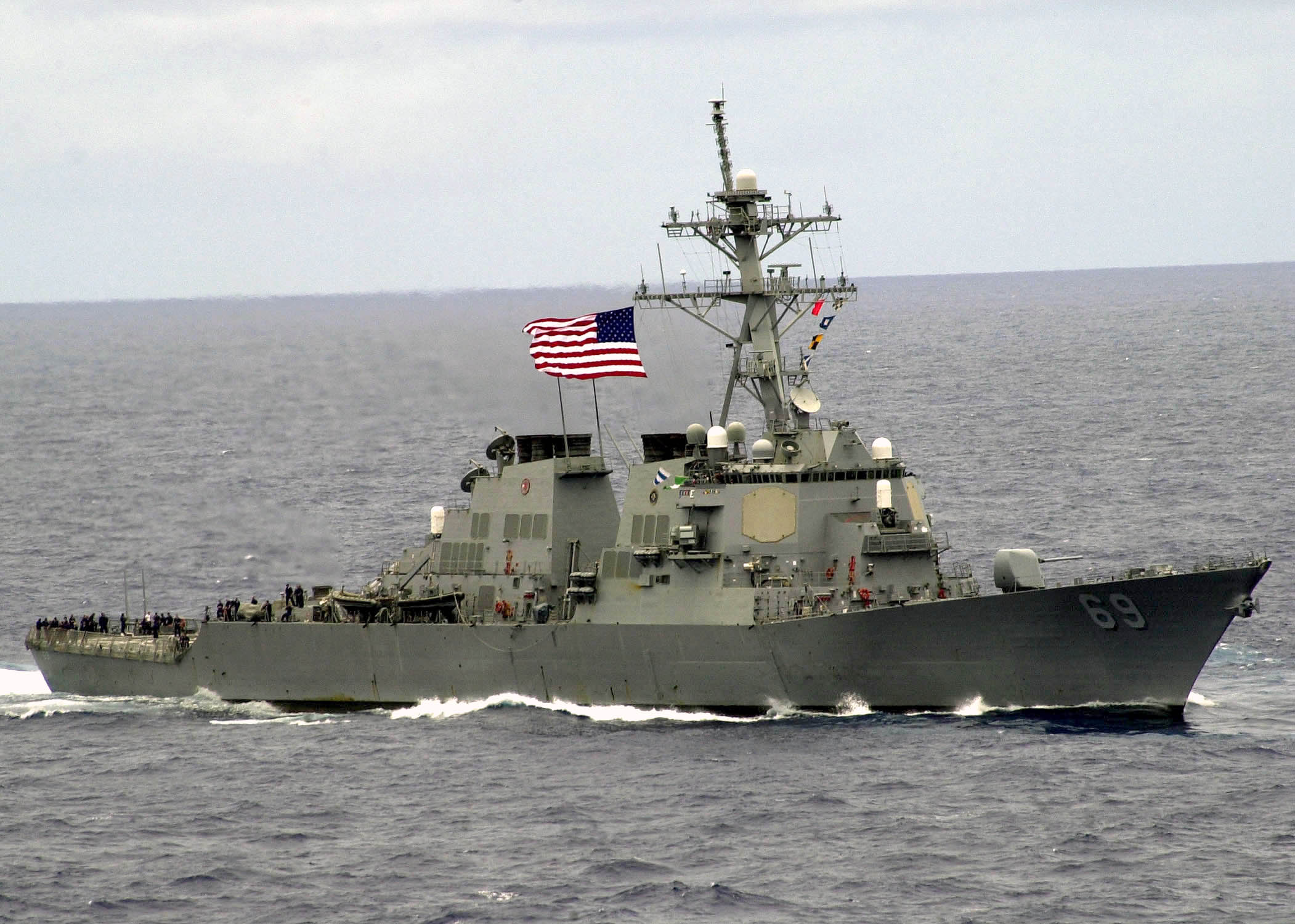
ミサイル駆逐艦 「ミリアス」 DDG-69
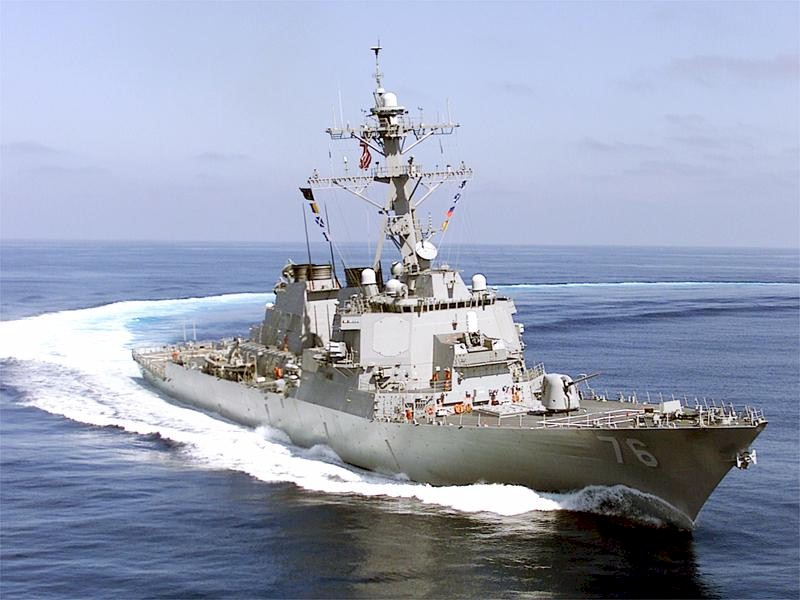
ミサイル駆逐艦 「ヒギンズ」 DDG-76
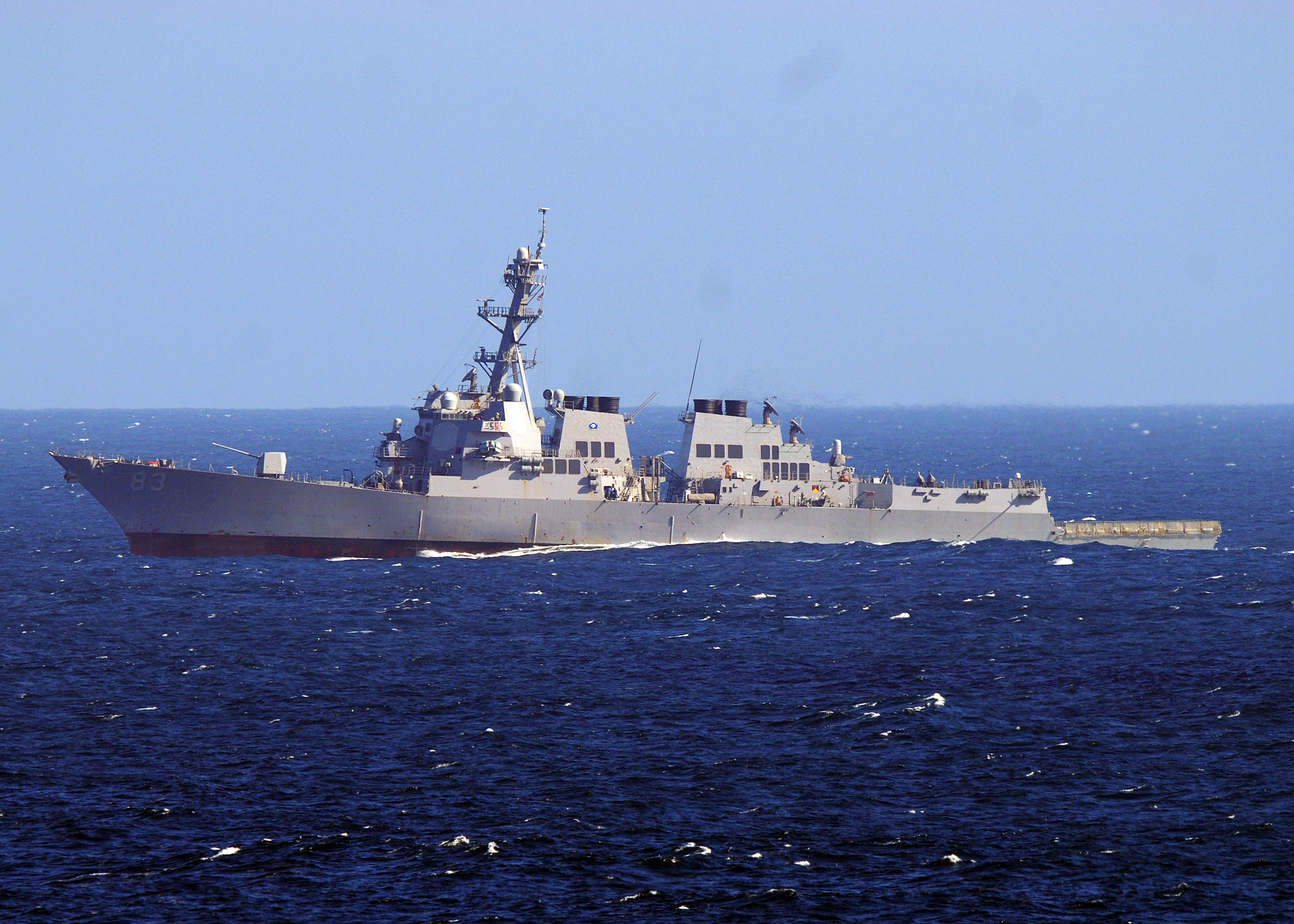
ミサイル駆逐艦 「ハワード」 DDG-83
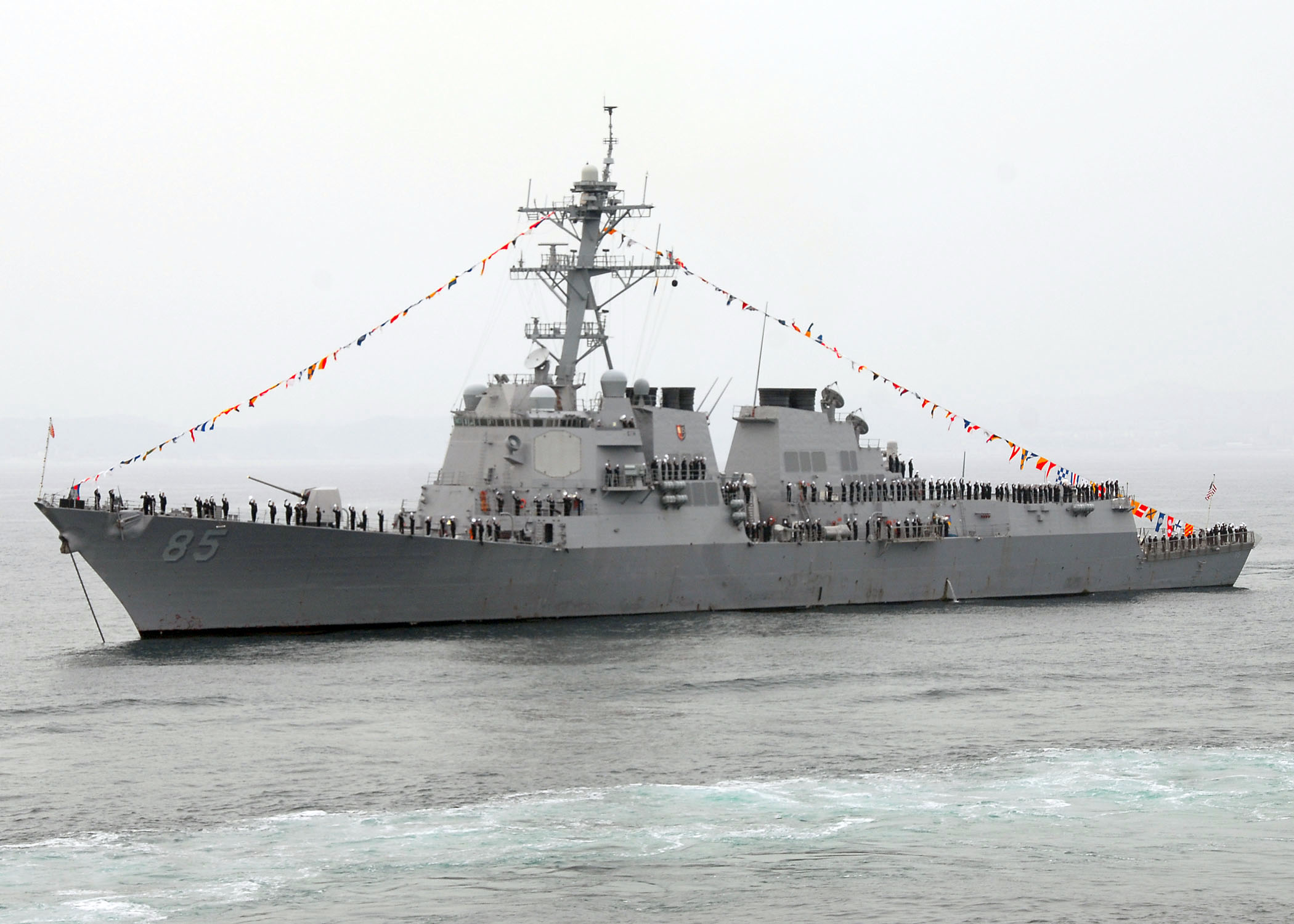
ミサイル駆逐艦 「マッキャンベル」 DDG-85
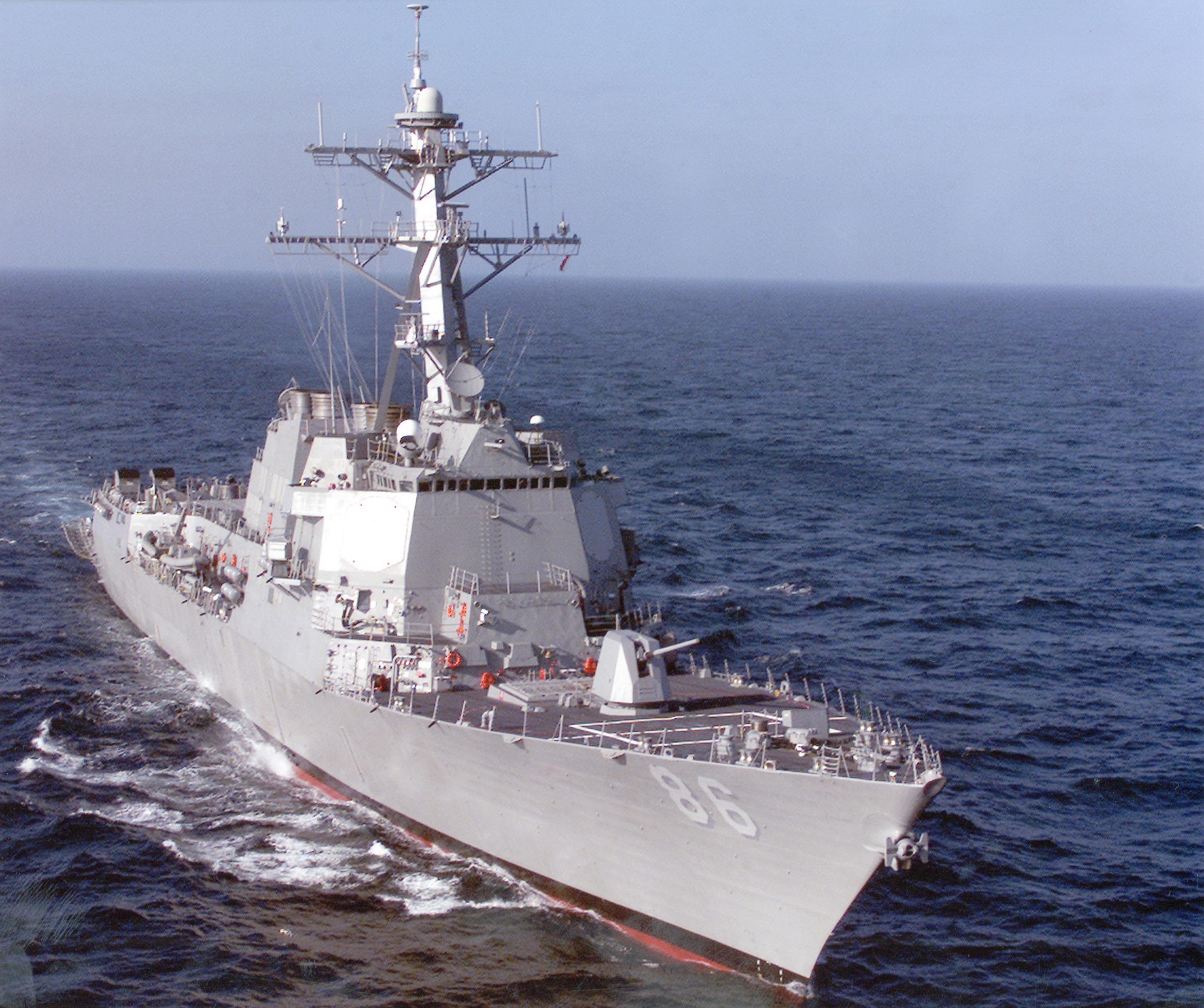
ミサイル駆逐艦 「シャウプ」 DDG-86
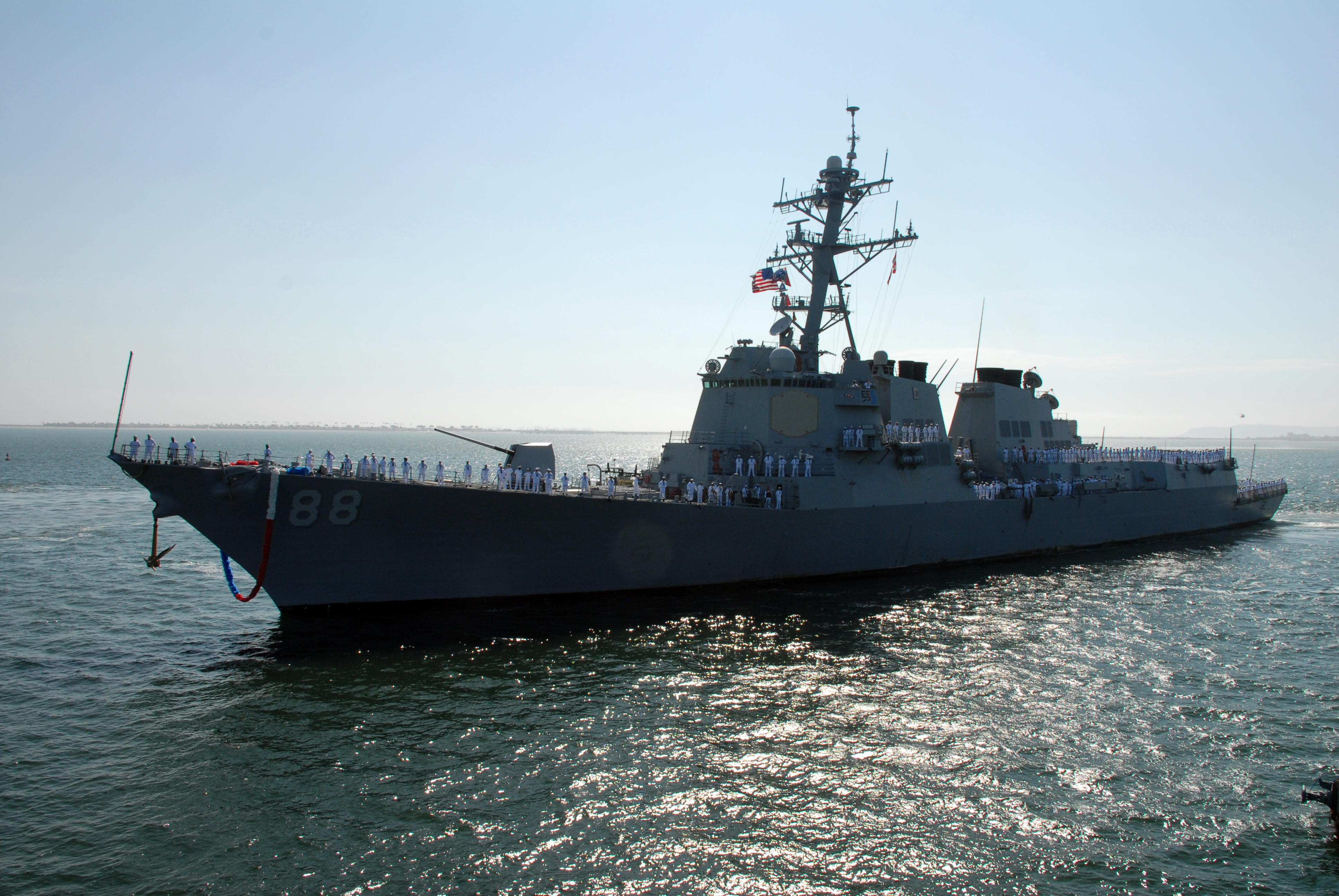
ミサイル駆逐艦 「プレブル」 DDG-88
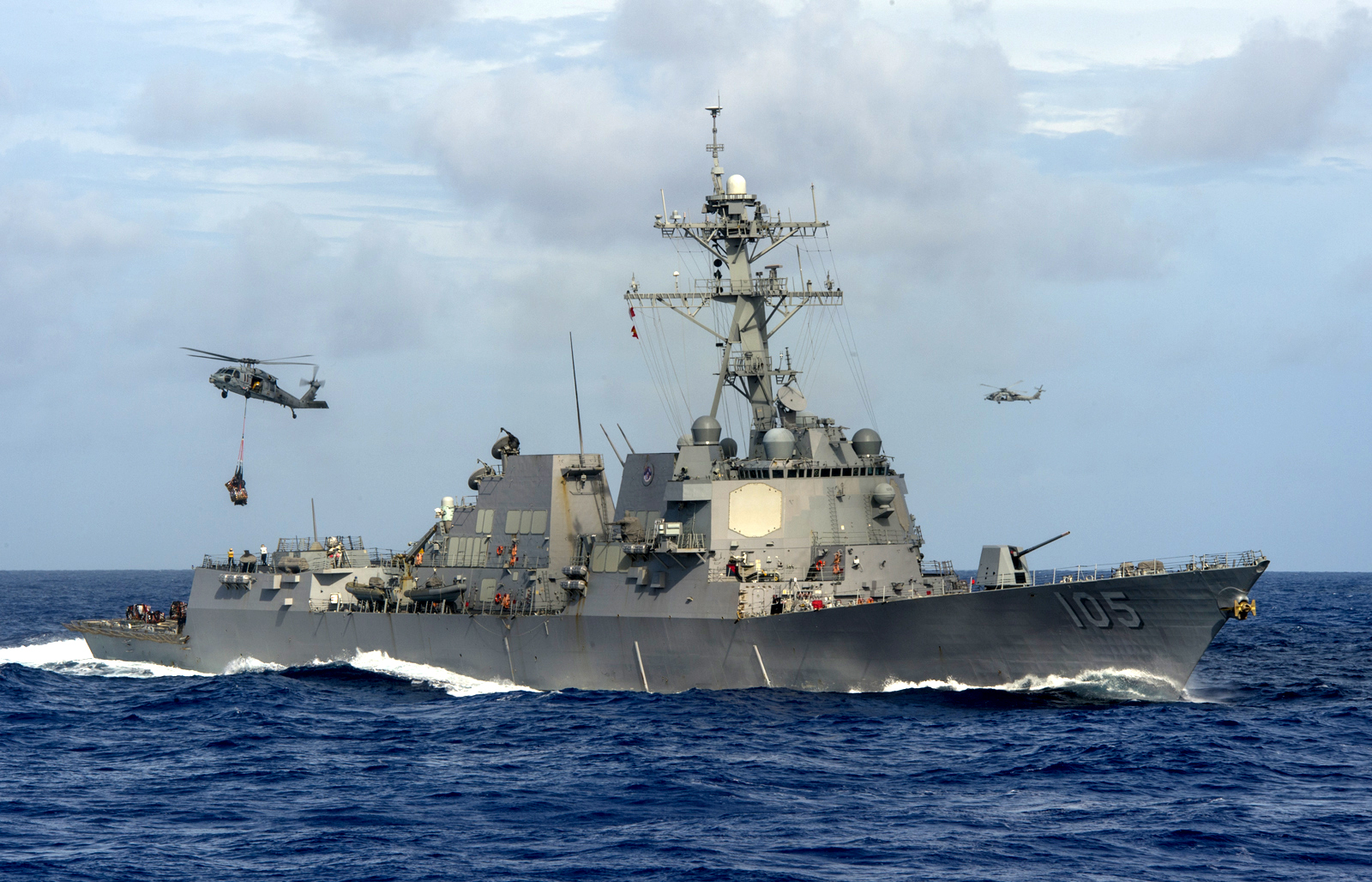
ミサイル駆逐艦 「デューイ」 DDG-105
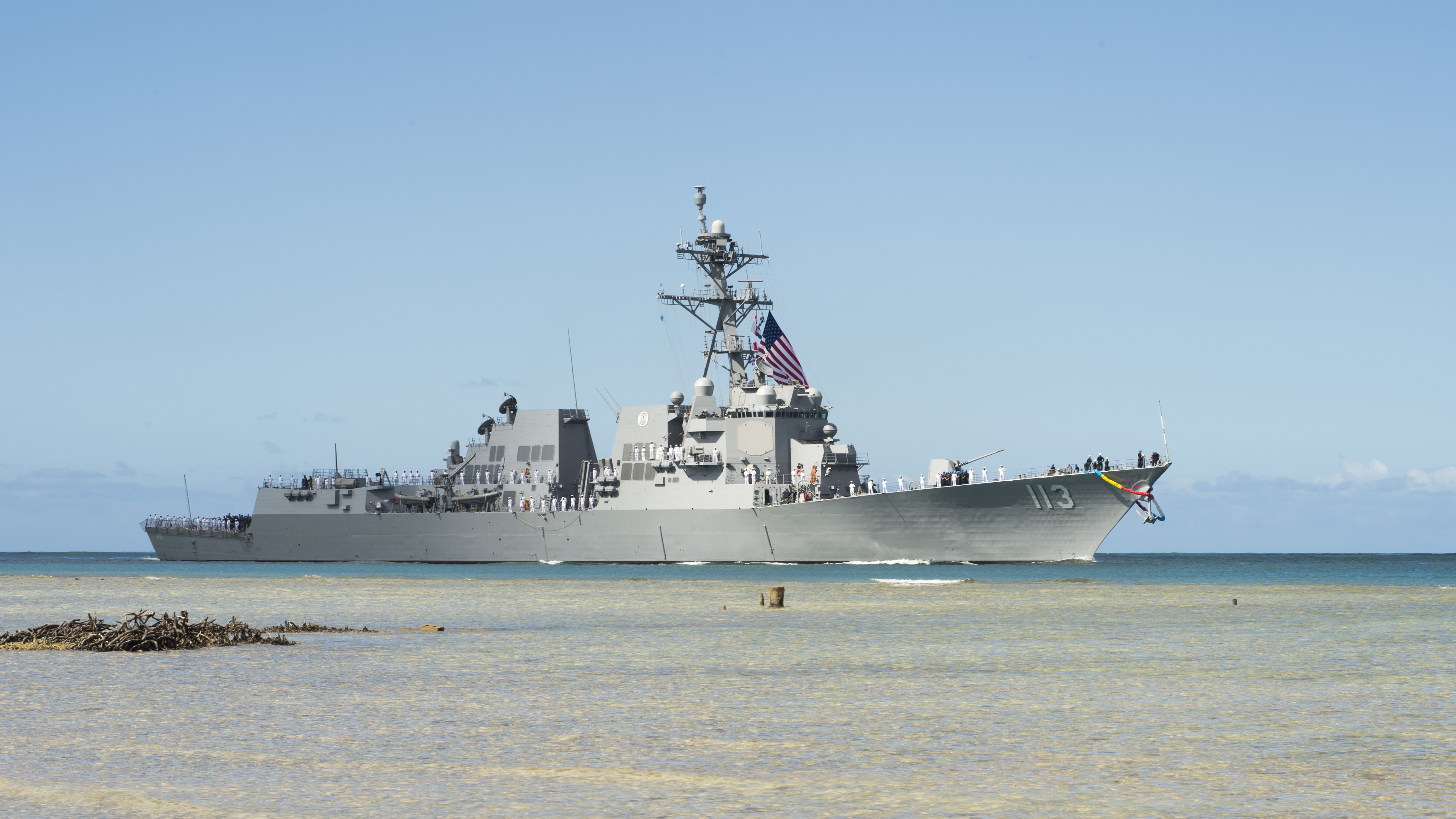
ミサイル駆逐艦 「ジョン・フィン」 DDG-113
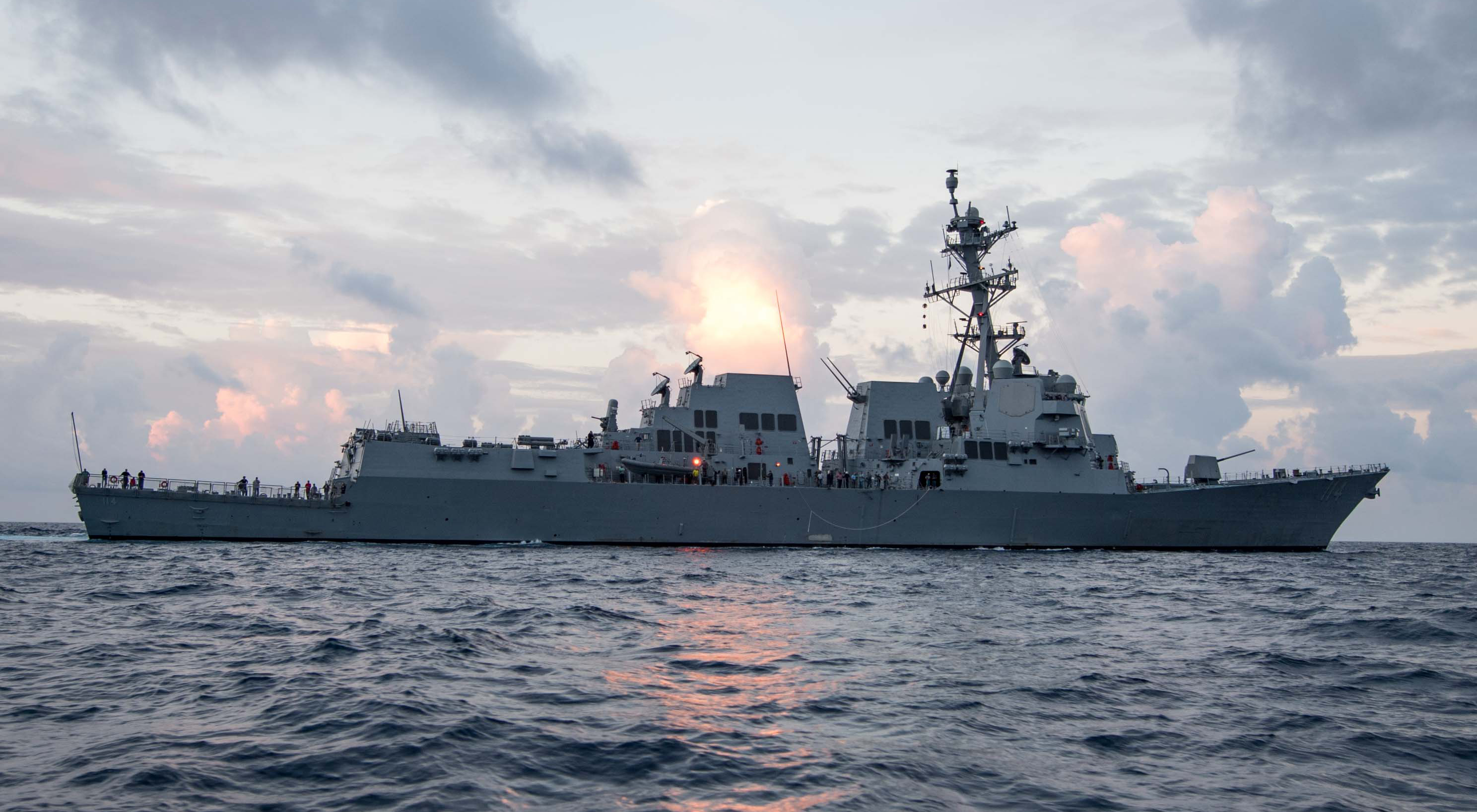
ミサイル駆逐艦 「ラルフ・ジョンソン」 DDG-114

#### 第5空母航空団
- 第5空母航空団（Carrier Air Wing 5, CVW-5）- テールコードは、"NF"。

- 第27戦闘攻撃飛行隊（VFA-27 "Royal Maces"）-  F/A-18E スーパーホーネット
- 第102戦闘攻撃飛行隊（VFA-102 "Diamondbacks"）- F/A-18F スーパーホーネット
- 第147戦闘攻撃飛行隊（VFA-147 "Argonauts"）- F-35C ライトニングII
- 第195戦闘攻撃飛行隊（VFA-195 "Dambusters"）- F/A-18E スーパーホーネット
- 第141電子攻撃飛行隊（VAQ-141 "Shadowhawks"）- EA-18G グラウラー
- 第125艦上空中早期警戒飛行隊（VAW-125 "TigerTails"）- E-2D アドバンスドホークアイ
- 第12ヘリコプター海上戦闘飛行隊（HSC-12 "Golden Falcons"）- MH-60S ナイトホーク - 捜索救難・輸送・掃海任務を主に担当する。
- 第77ヘリコプター海洋打撃飛行隊（HSM-77 "Saberhawks"）- MH-60R シーホーク - 対潜水艦攻撃・対水上戦闘艦攻撃任務を主に担当する。
- 第30艦隊後方支援多任務飛行隊前方展開海軍戦力分遣隊（VRM-30 Det.FDNF "Titans"）- CMV-22B オスプレイ

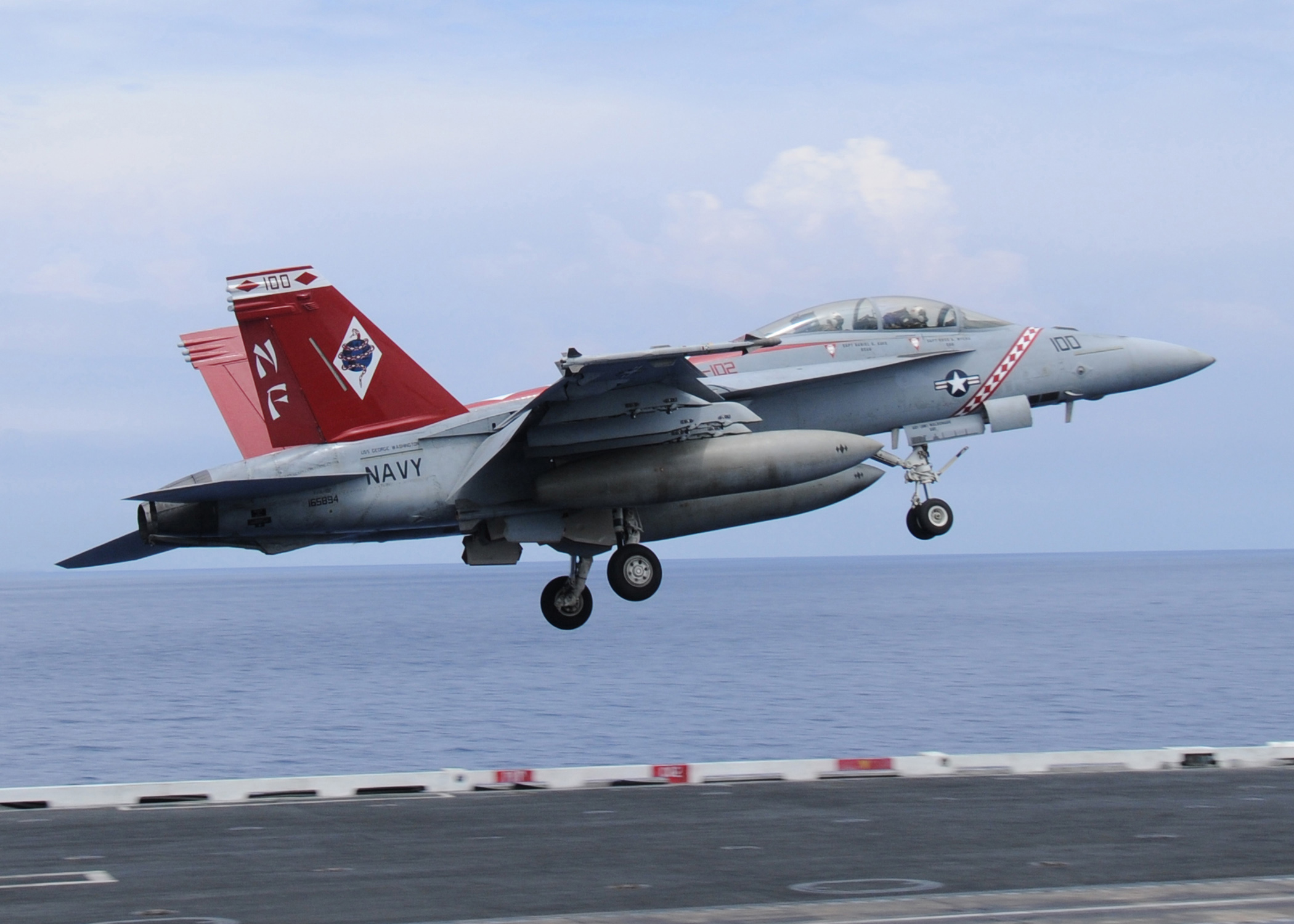
VFA-102 「ダイヤモンドバックス」 F/A-18F スーパーホーネット
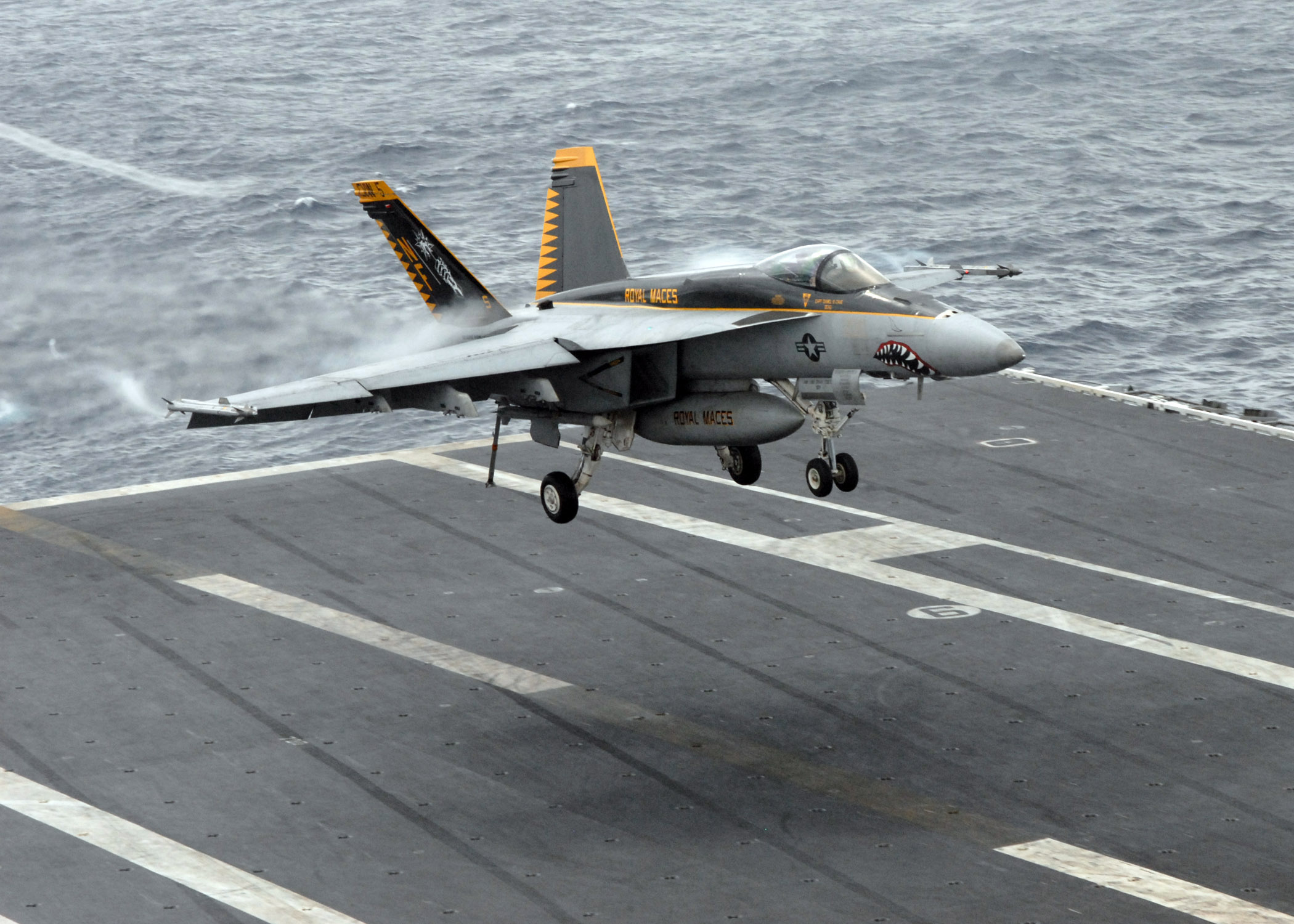
VFA-27「ロイヤル・メイセス」 F/A-18E スーパーホーネット
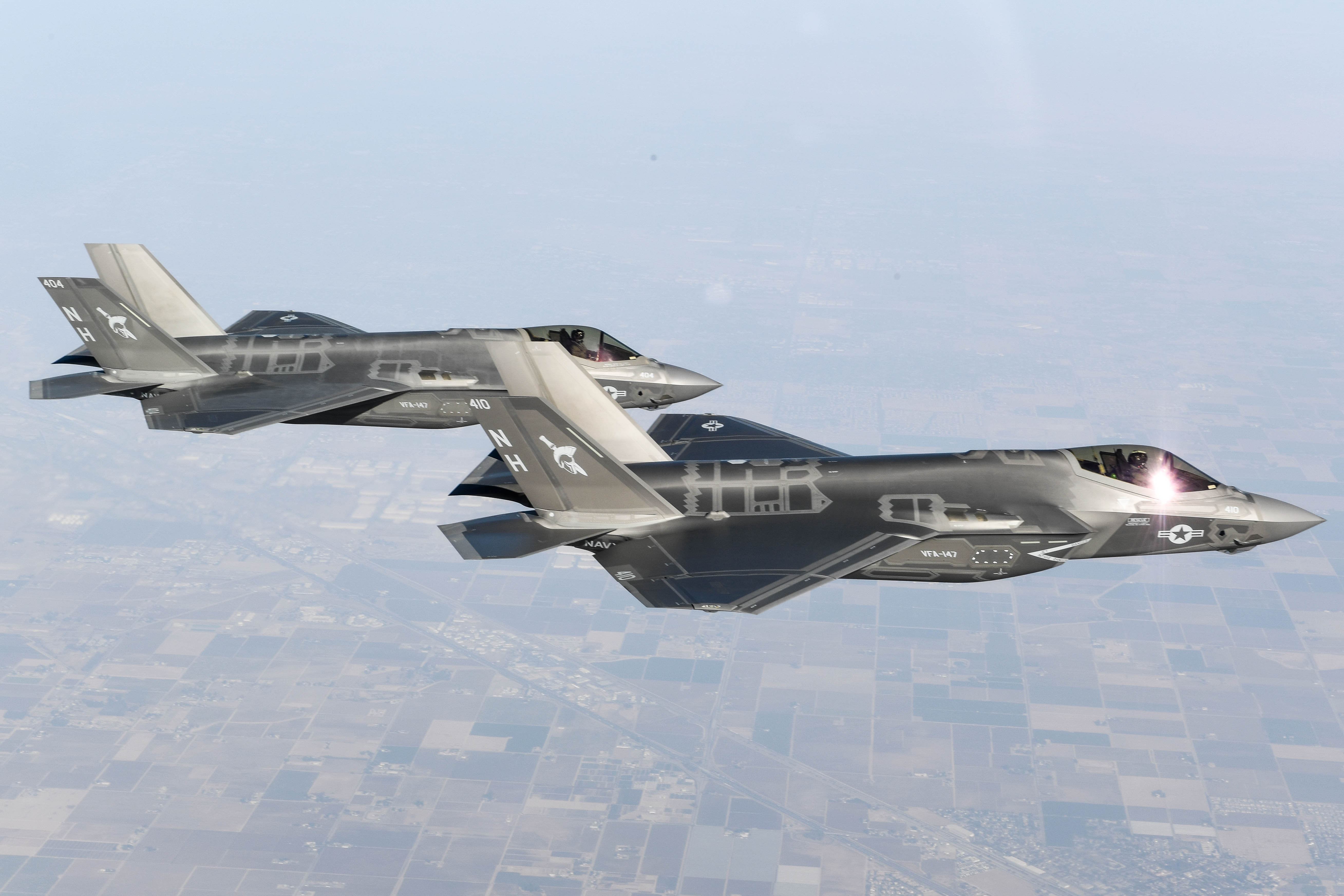
VFA-147「アルゴノーツ」 F-35C ライトニングII
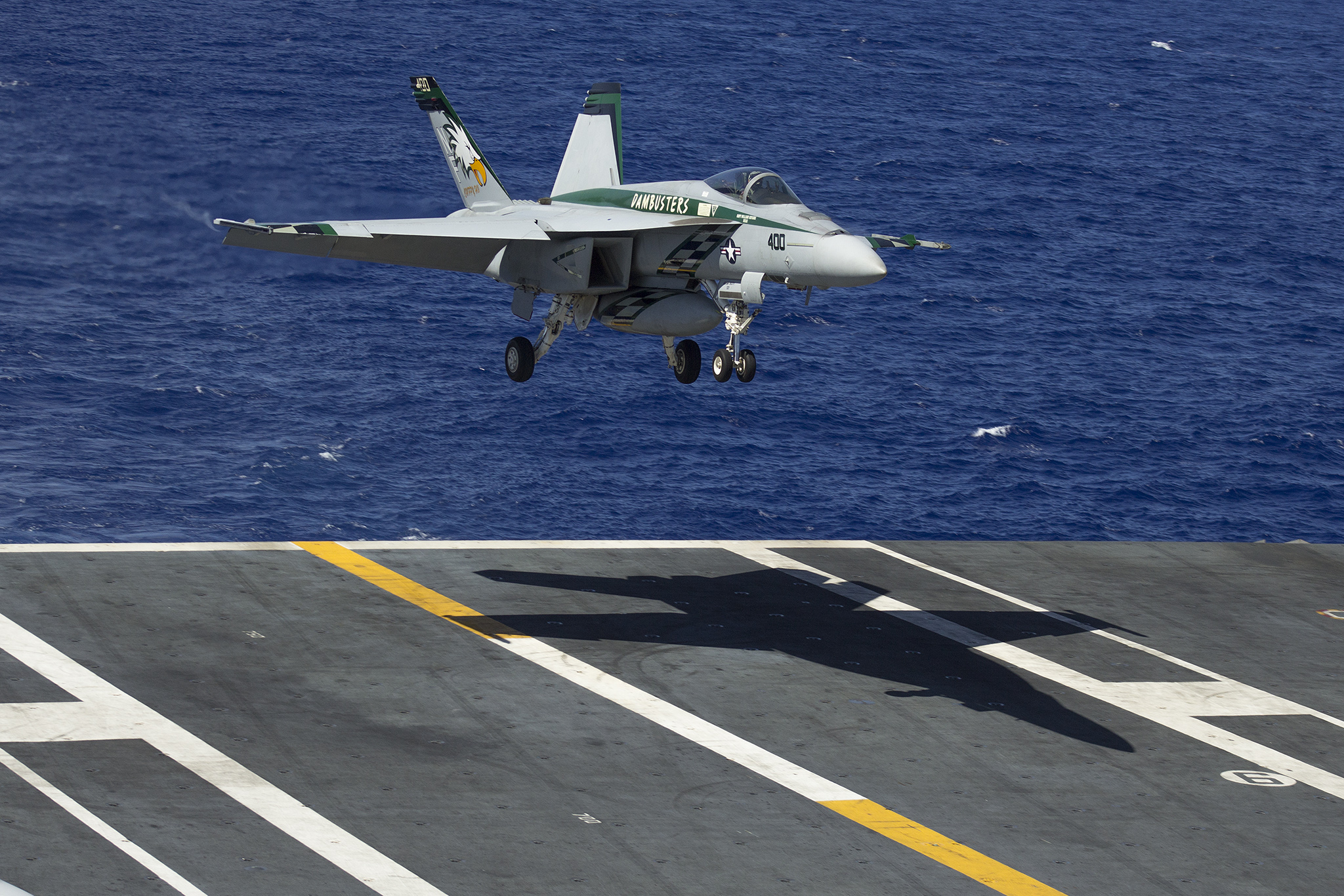
VFA-195「ダムバスターズ」 F/A-18E スーパーホーネット
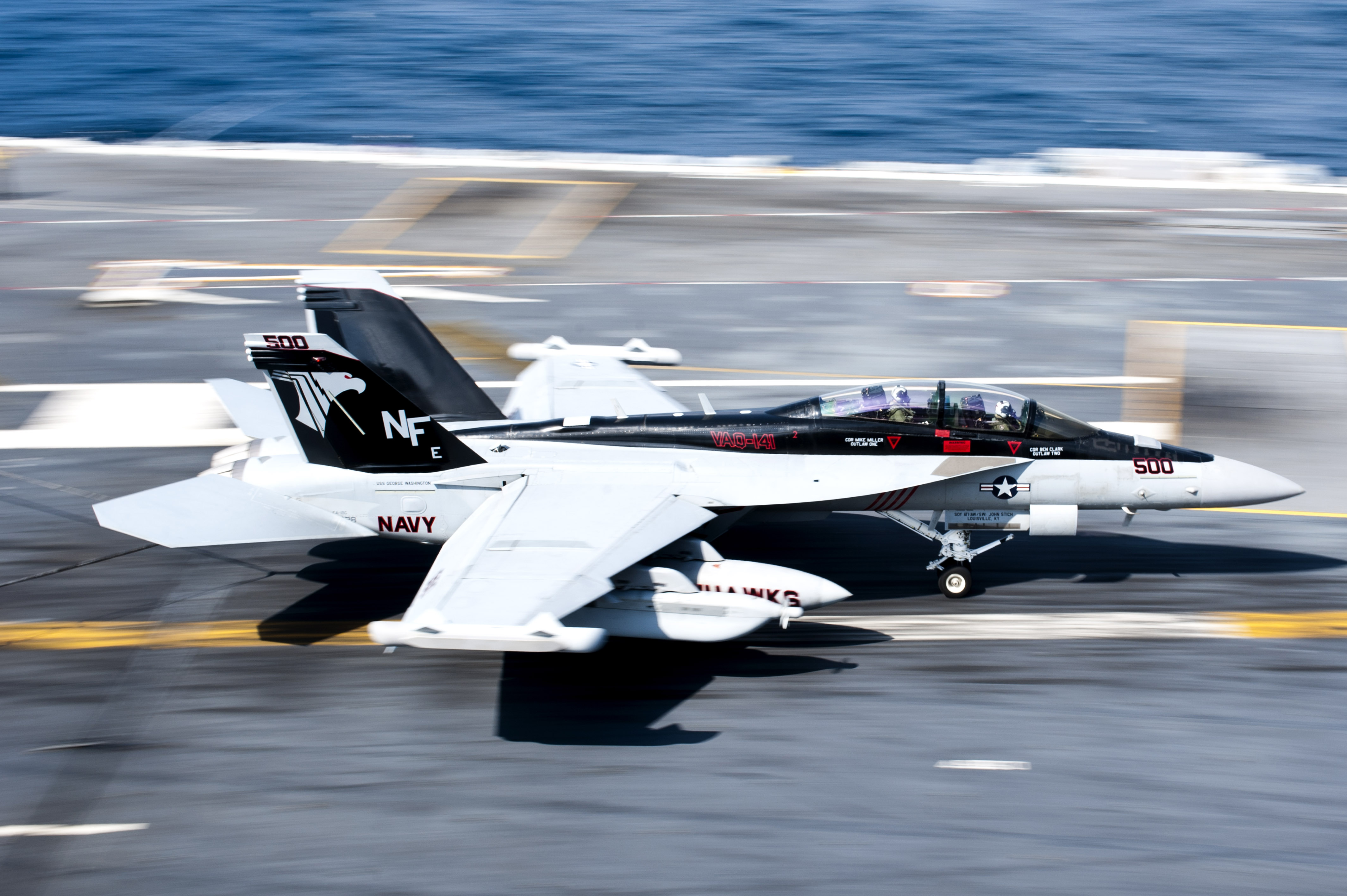
VAQ-141 「シャドーホークス」 EA-18G グラウラー
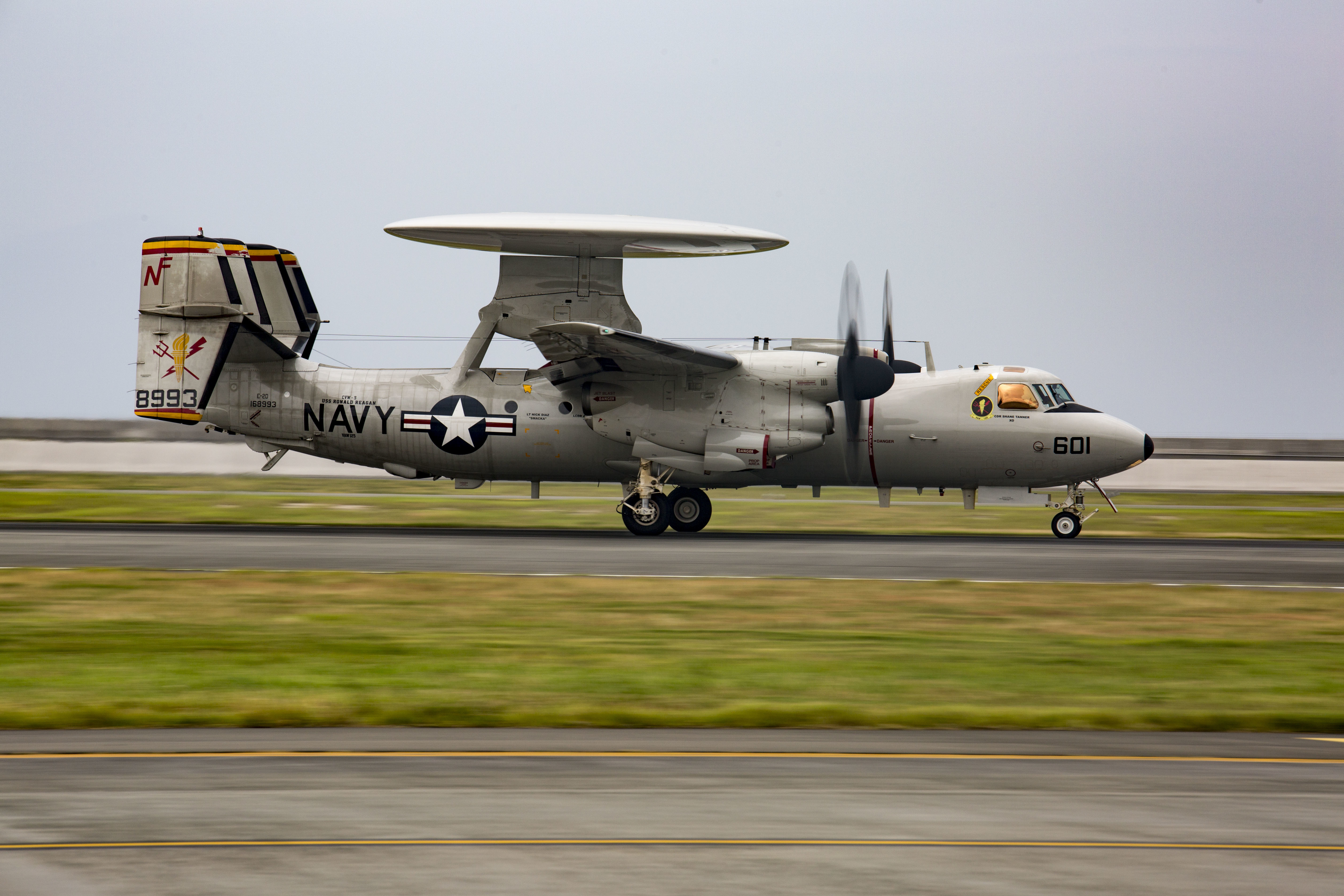
VAW-125 「タイガーテイルズ」 E-2D アドバンスドホークアイ
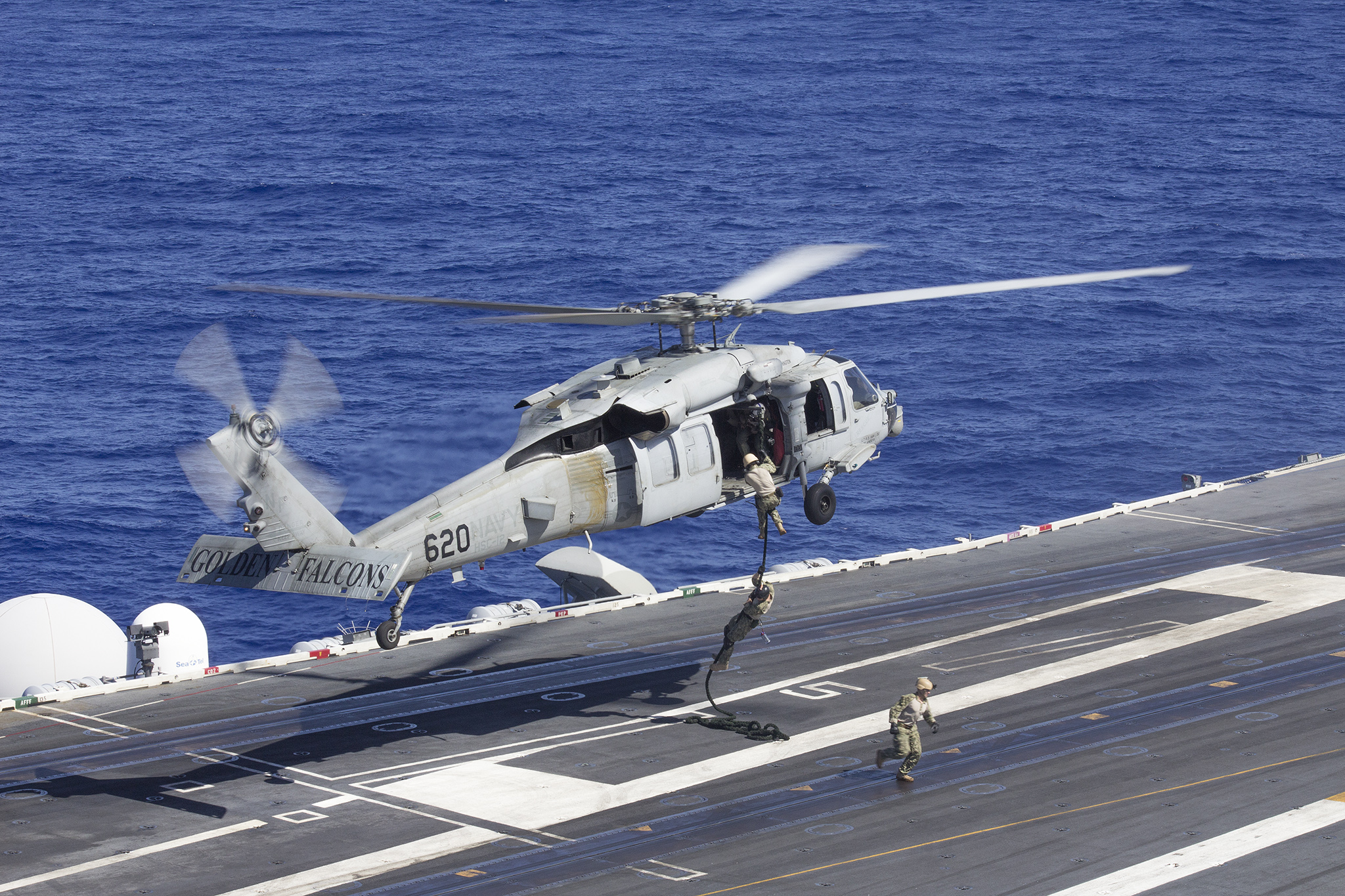
HSC-12 「ゴールデン・ファルコンズ」 MH-60S ナイトホーク
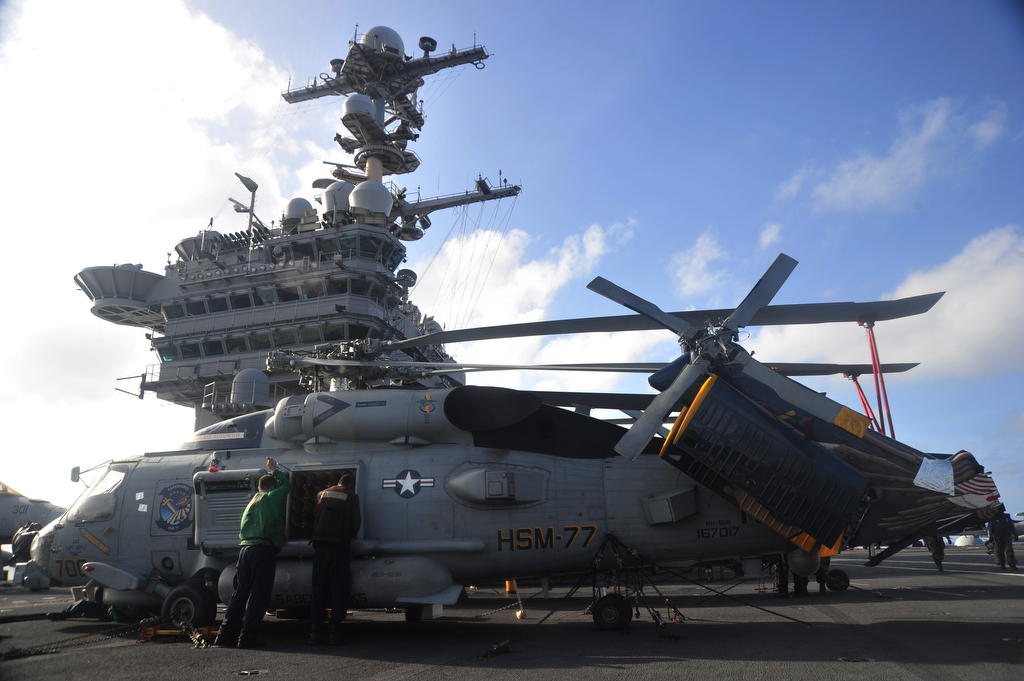
HSM-77 「セイバーホークス」 MH-60R シーホーク
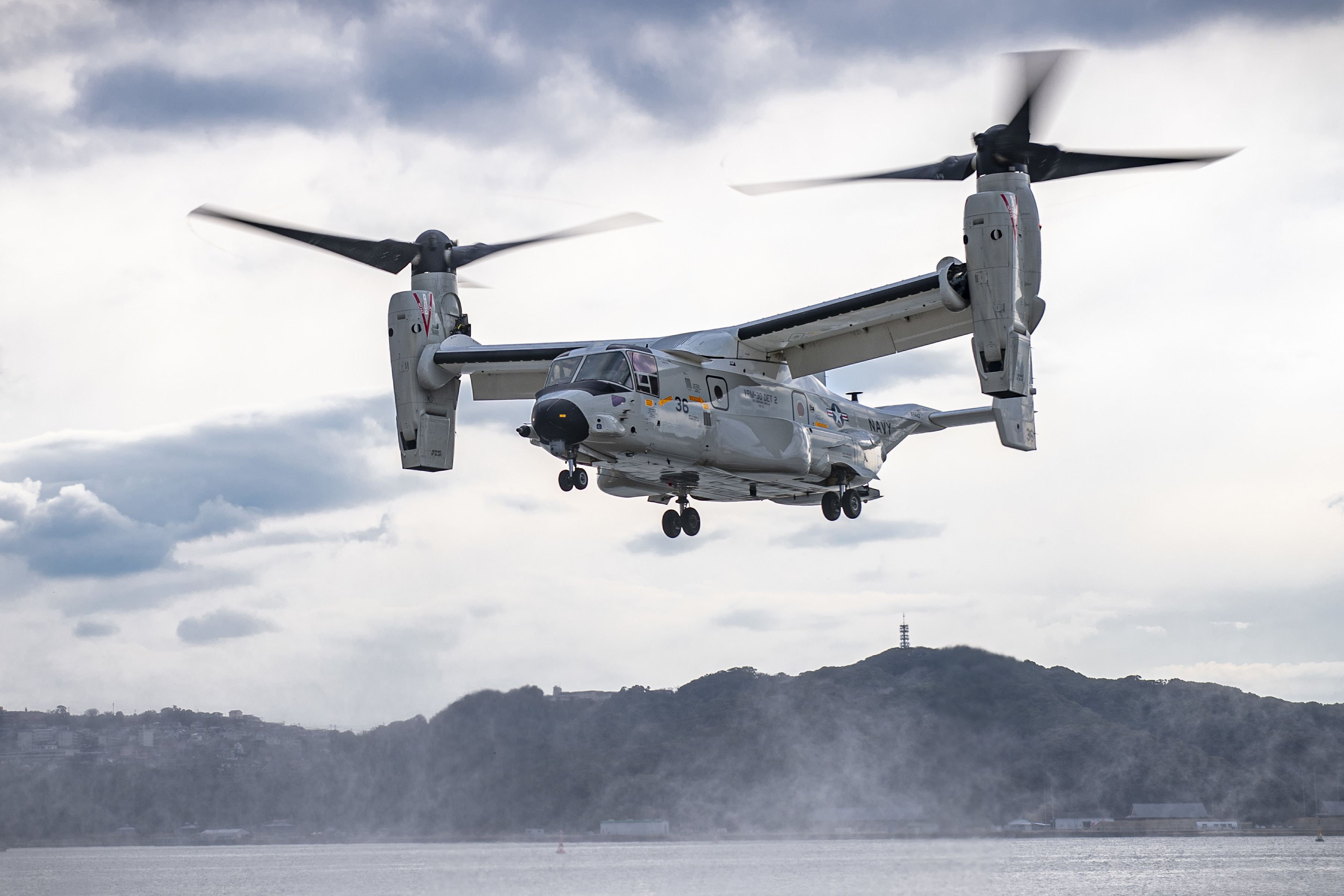
VRM-30 Det.FDNF 「タイタンズ」 CMV-22B オスプレイ

### 第1海軍特殊戦部隊
第1海軍特殊戦部隊（Navy Special Warfare Unit One, NSWU-1）は、グアムに司令部を置く、海軍第1特殊戦群（Naval Special Warfare Group ONE, NSWG-1）に所属する部隊。海軍第1特殊戦群の司令部はカリフォルニア州コロナド。
海軍第1特殊戦群(NSWG-1)は、第1海軍特殊戦部隊（NSWU-1）の他に、コロナドに配備される4つのSEALチーム「SEAL Team 1/3/5/7」と第1特殊戦群兵站支援部隊 (Group ONE Logistics and Support Unit, LOGSU-1）、バーレーンに司令部を置く第3海軍特殊戦部隊（Naval Special Warfare Unit THREE, NSWU-3）が属する。

### 第7艦隊哨戒部隊
第7艦隊哨戒部隊 (Patrol Reconnaissance Force, Seventh Fleet）は、三沢飛行場に司令部を置く、対潜・哨戒・偵察部隊。第1哨戒偵察航空団 (Patrol and Reconnaissance Wing One, CPRW-1）から構成する。沖縄の嘉手納飛行場、ディエゴガルシア島に分遣隊を配備する。
主な使用機体は、P-3哨戒機とその派生型又は後継のP-8。

### 西太平洋兵站群
西太平洋兵站群（Logistics Group, Western Pacific, LOGWESTPAC）は、シンガポールに司令部を置く、西太平洋における兵站支援部隊。補給艦等の補助艦艇から構成する。

### 第7艦隊潜水艦部隊
第7艦隊潜水艦部隊（Submarine Force, Seventh Fleet）は、横須賀海軍施設に司令部を置く。グアム海軍基地を母港として展開している第15潜水戦隊（SUBRON 15）と、同基地を母港とする潜水母艦「エモリー・S・ランド」および「フランク・ケーブル」が所属する。
- エモリー・S・ランド級潜水母艦「エモリー・S・ランド（英語版）」（USS Emory S. Land, AS-39）
- エモリー・S・ランド級潜水母艦「フランク・ケーブル（英語版）」（USS Frank Cable, AS-40）
- ロサンゼルス級原子力潜水艦「アッシュビル」(USS Asheville, SSN-758）
- ロサンゼルス級原子力潜水艦「ジェファーソンシティ」（USS Jefferson City, SSN-759）
- ロサンゼルス級原子力潜水艦「アナポリス」(USS Annapolis, SSN-760）
- ロサンゼルス級原子力潜水艦「スプリングフィールド」（USS Springfield, SSN-761）
- バージニア級原子力潜水艦「ミネソタ」（USS Minnesota, SSN-783）

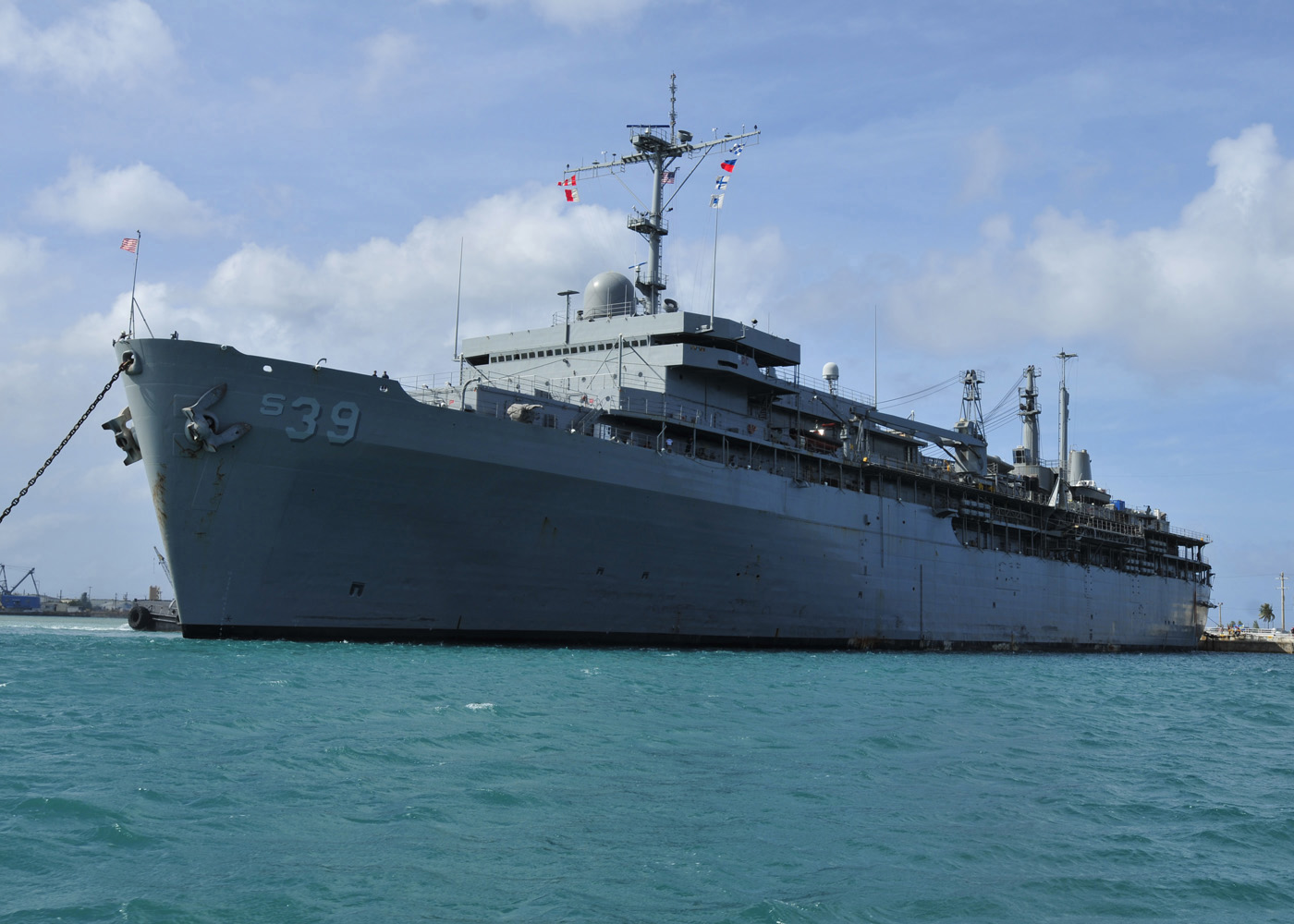
潜水艦母艦 「エモリー・S・ランド」
AS-39[注 8]
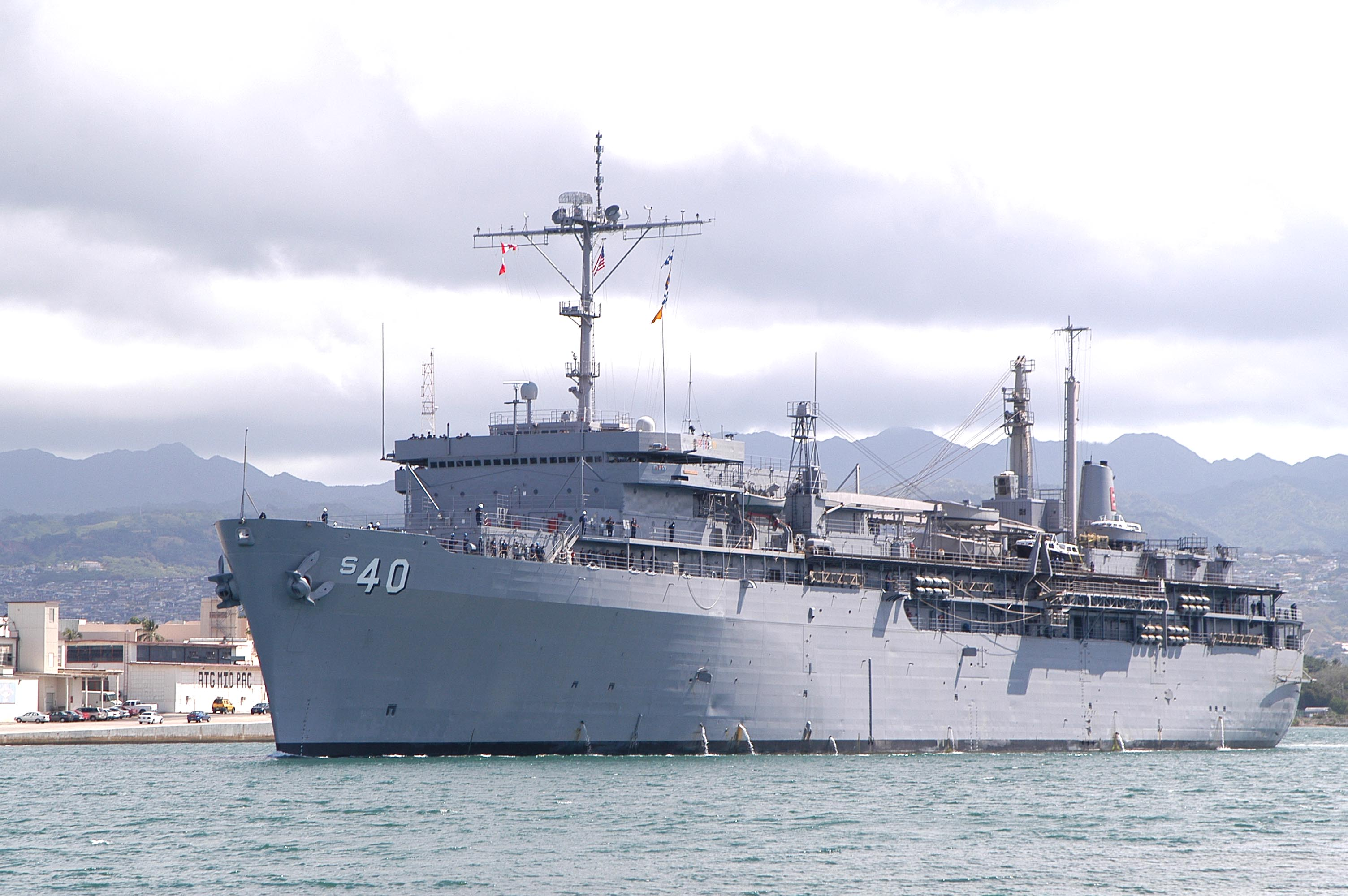
潜水艦母艦 「フランク・ケーブル」 AS-40
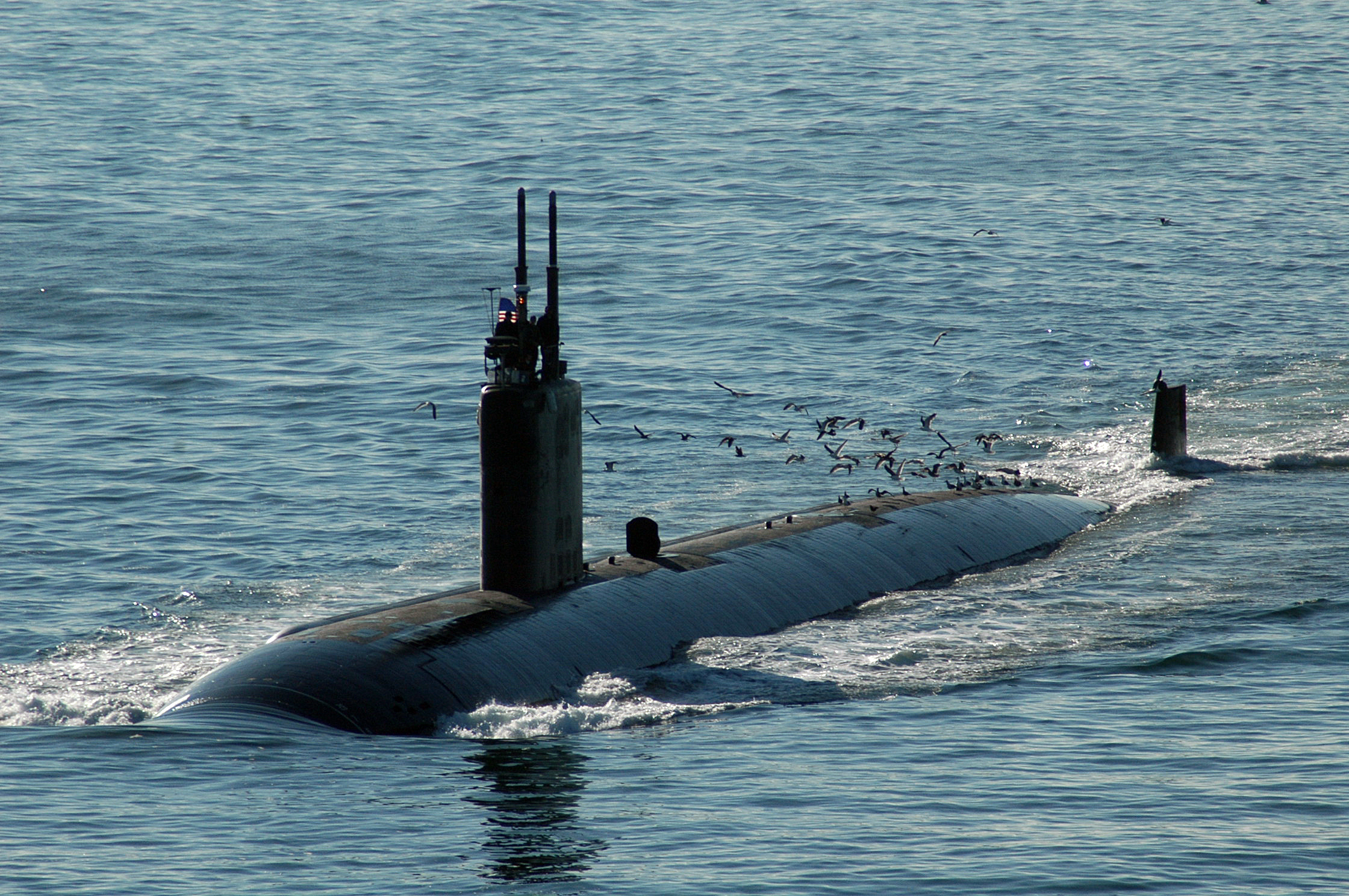
原子力潜水艦 「アッシュビル」 SSN-758
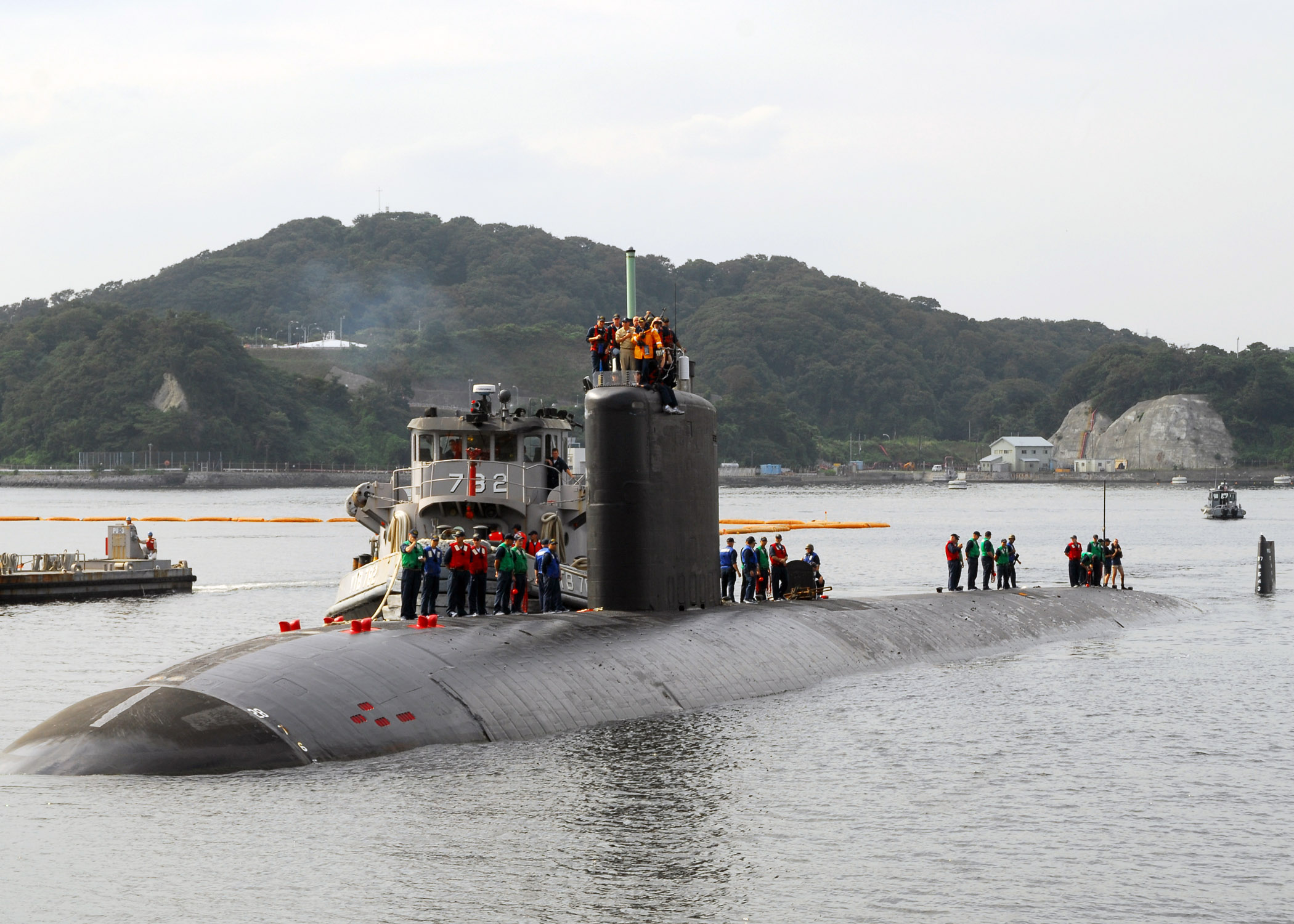
原子力潜水艦 「ジェファーソンシティ」 SSN-759
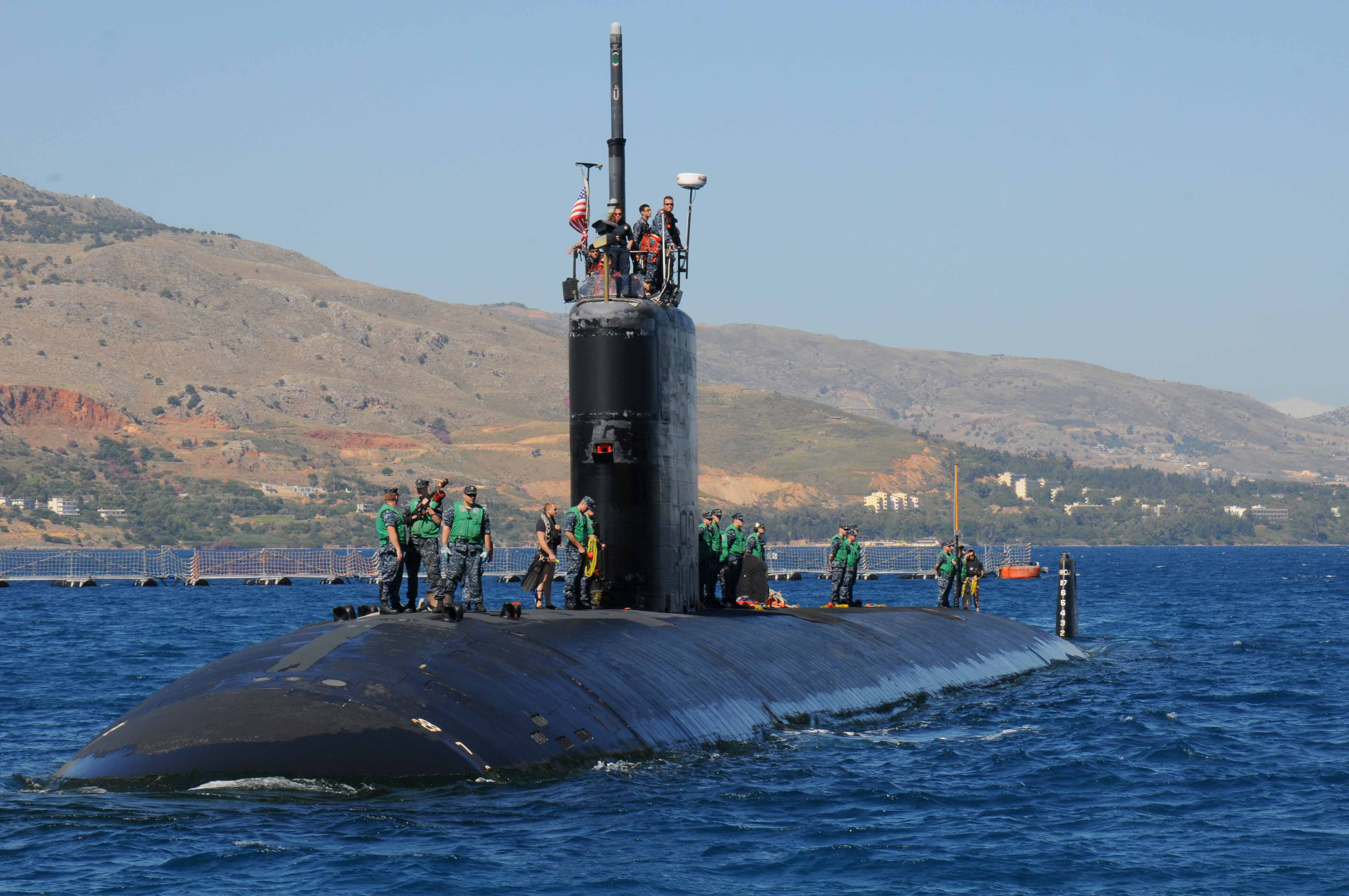
原子力潜水艦 「アナポリス」 SSN-760
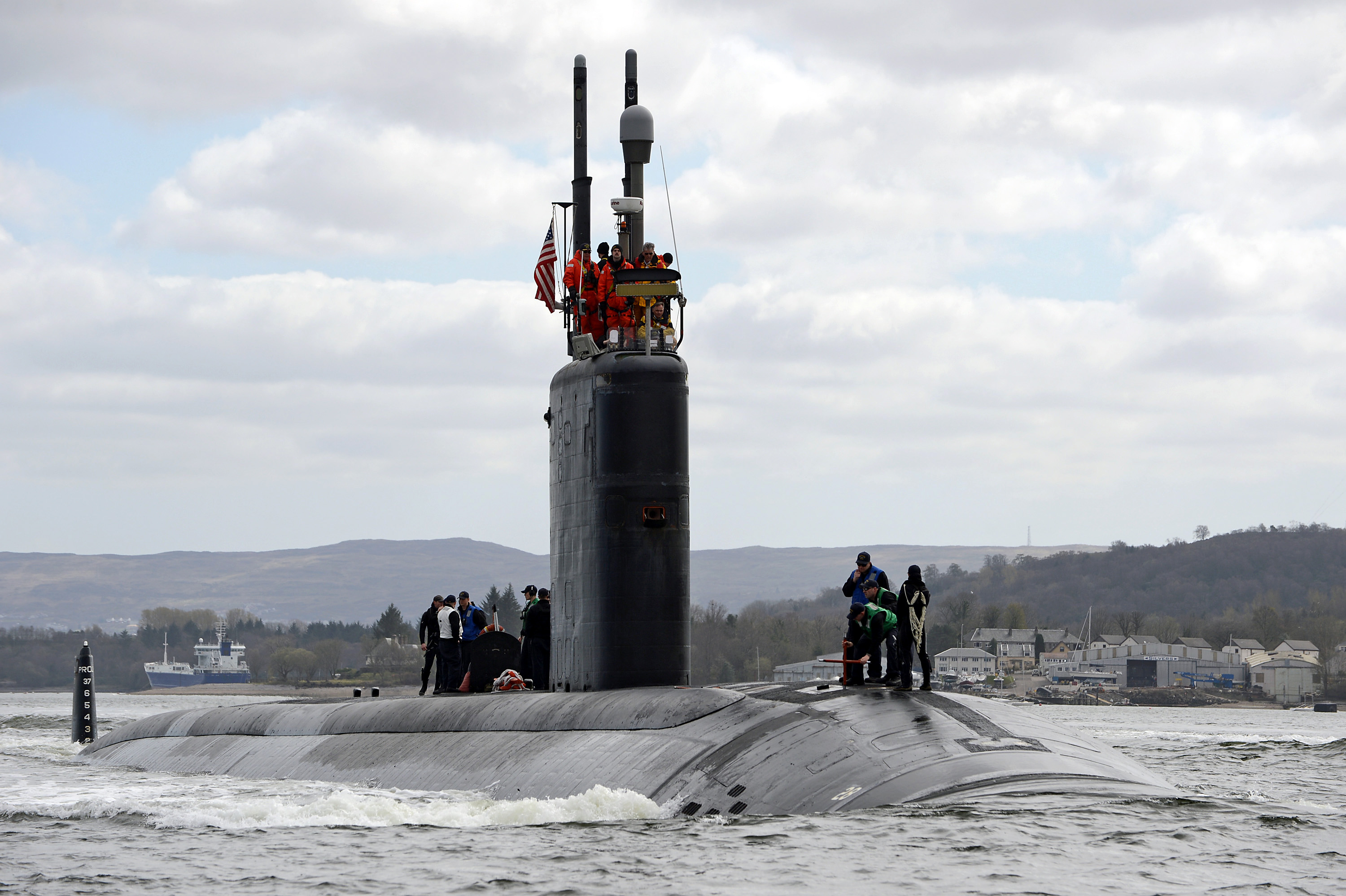
原子力潜水艦 「スプリングフィールド」 SSN-761
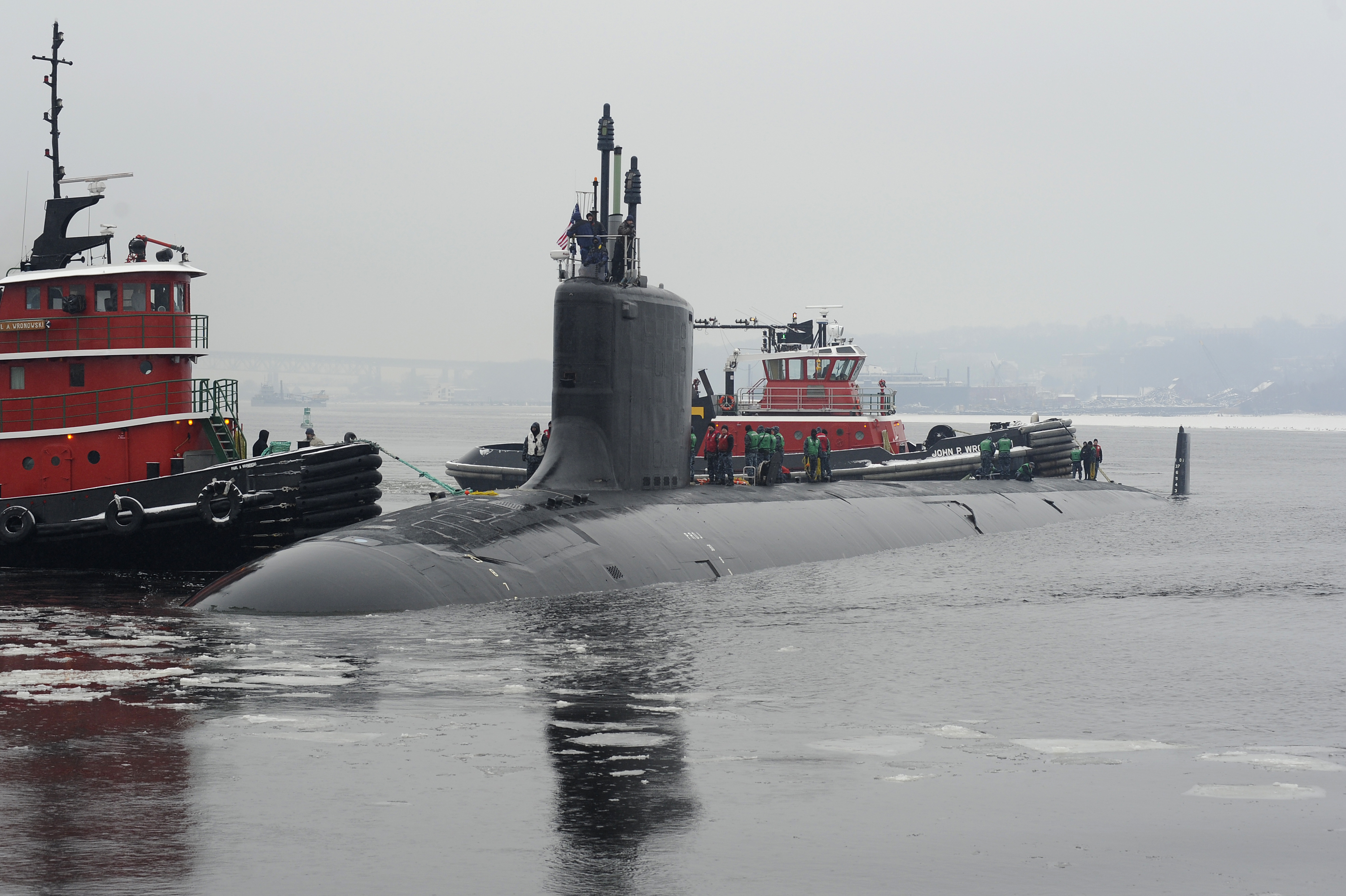
原子力潜水艦 「ミネソタ」 SSN-783

### 第7艦隊揚陸部隊 / 第7遠征打撃群
第7艦隊揚陸部隊 / 第7遠征打撃群（Amphibious Force, Seventh Fleet/Expeditionary Strike Group 7, ESG-7）は、第7艦隊の遠征打撃群。作戦行動時には、第5空母打撃群の第15駆逐戦隊から数隻のミサイル駆逐艦が合流する。

#### 第11水陸両用戦隊
第11水陸両用戦隊（Amphibious Squadron 11, PHIBRON 11）は、1隻の強襲揚陸艦と3隻の揚陸艦が配備されている。母港　佐世保基地
- アメリカ級強襲揚陸艦「アメリカ」（USS America, LHA-6）
- サン・アントニオ級ドック型輸送揚陸艦「ニューオーリンズ（USS New Orleans, LPD-18）
- サン・アントニオ級ドック型輸送揚陸艦「サンディエゴ」（USS San Diego, LPD-22）
- ホイッドビー・アイランド級ドック型揚陸艦「ラシュモア」（USS Rushmore, LSD-47）

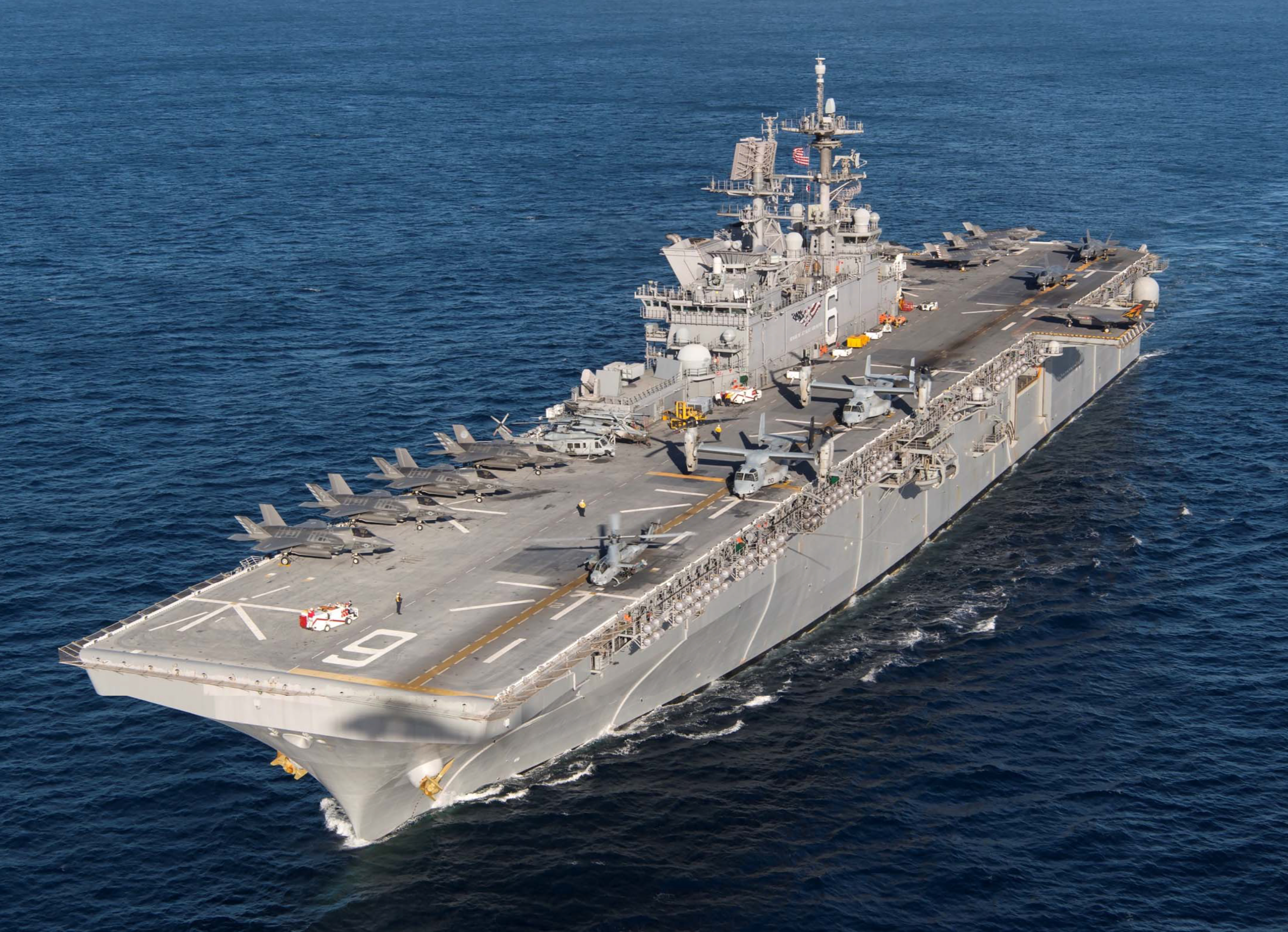
強襲揚陸艦 「アメリカ」 LHA-6
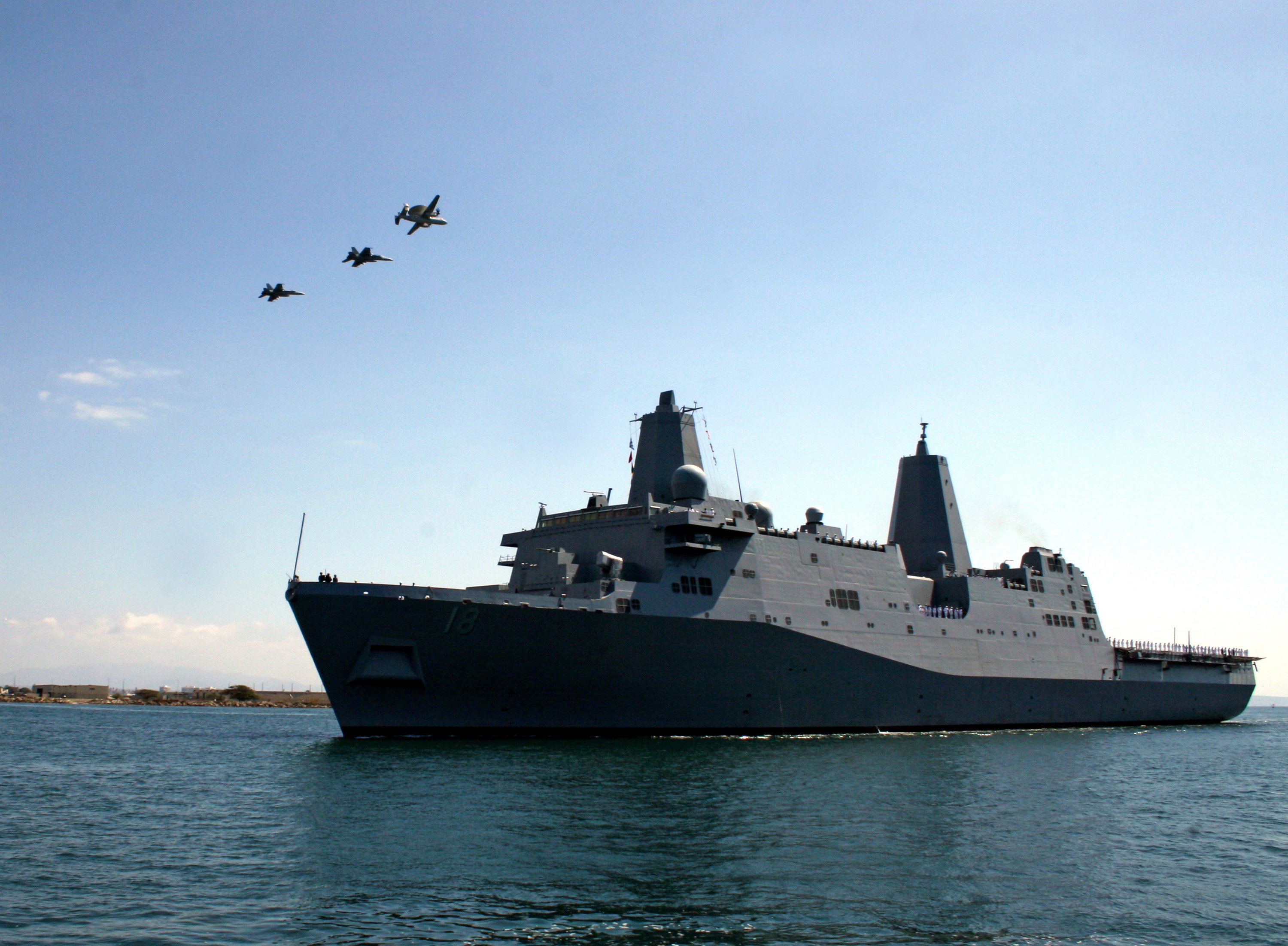
ドック型輸送揚陸艦 「ニューオーリンズ」 LPD-18
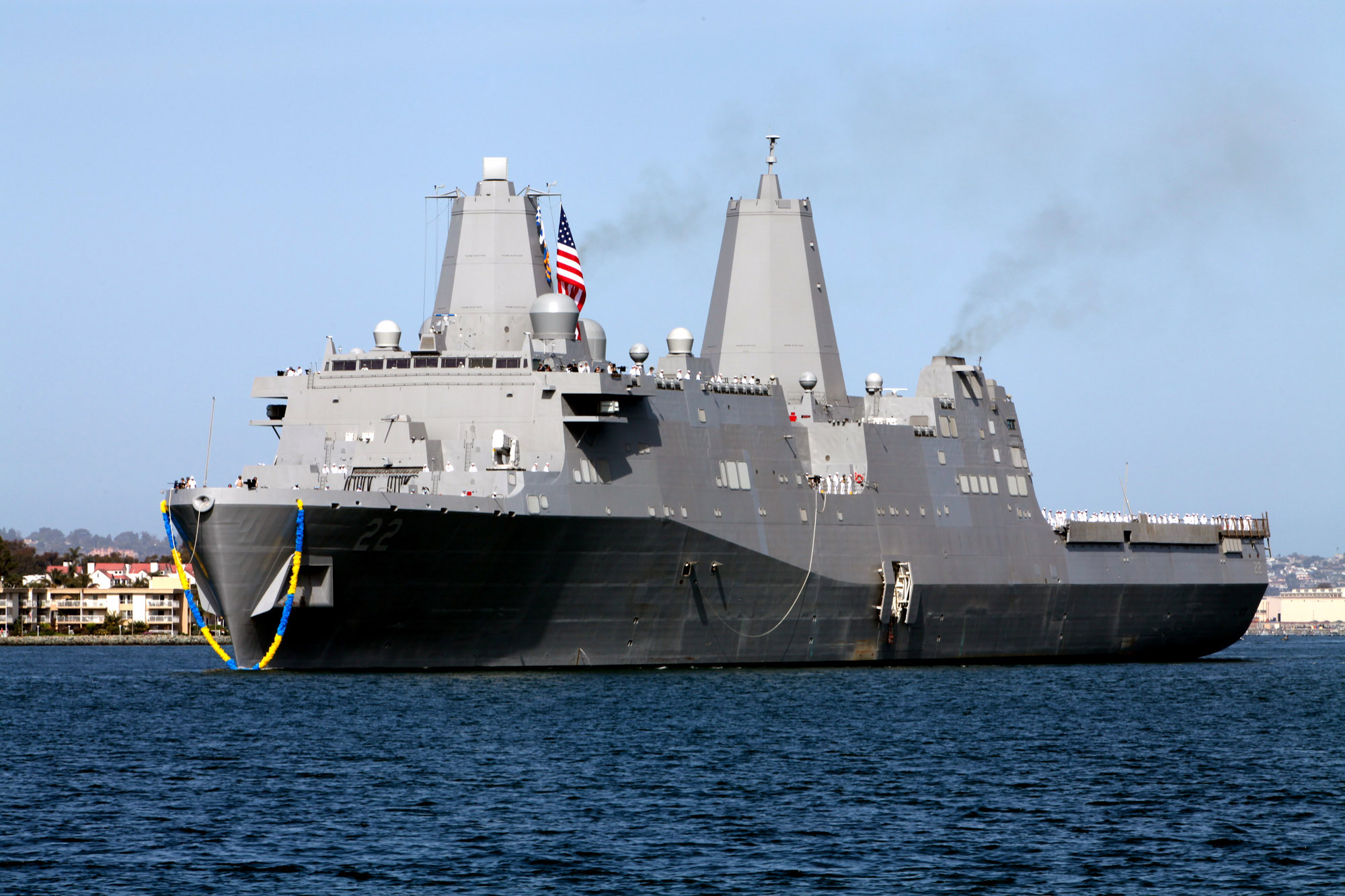
ドック型輸送揚陸艦 「サンディエゴ」 LPD-22
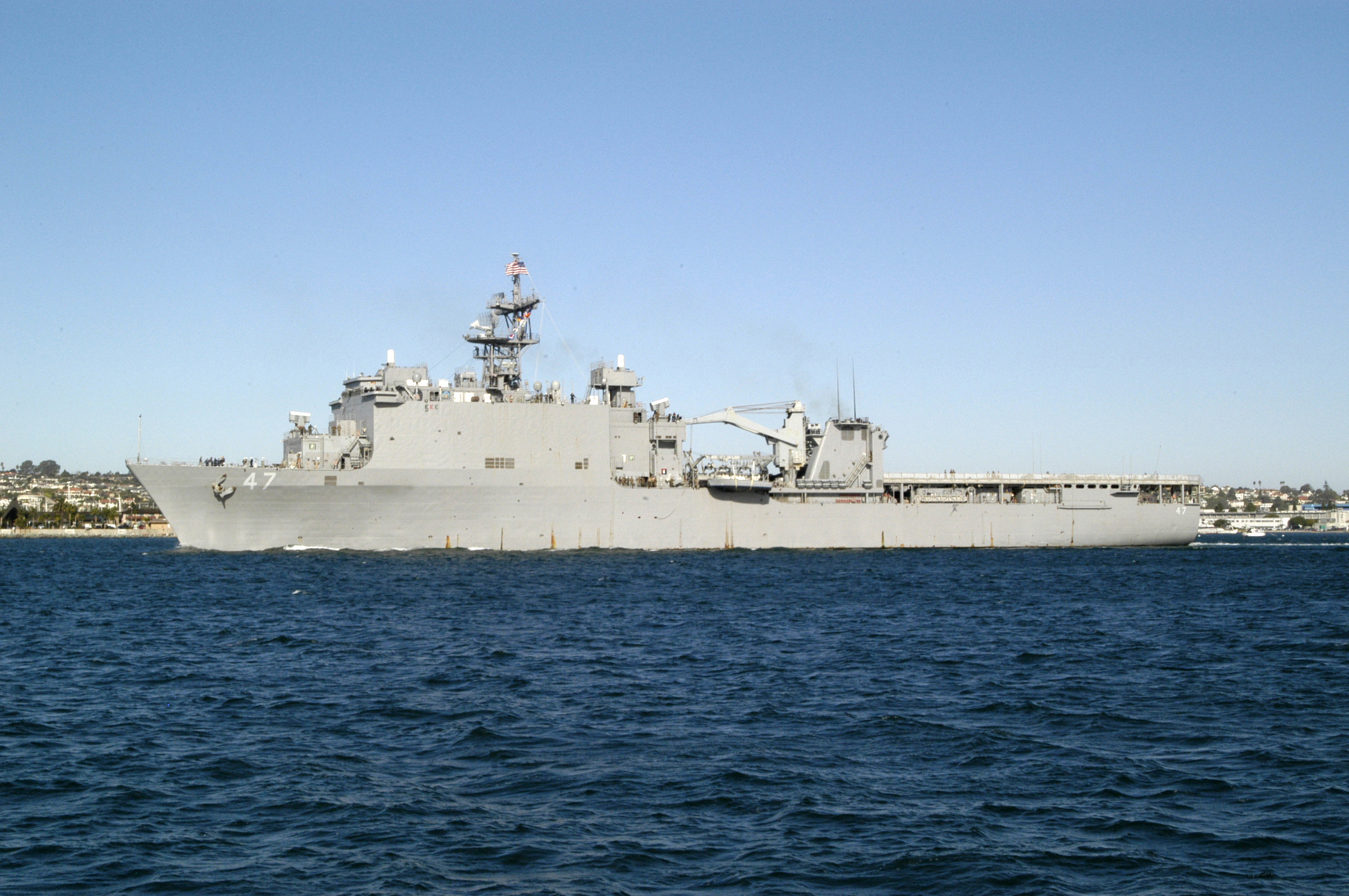
ドック型揚陸艦 「ラシュモア」 LSD-47

#### 第7艦隊揚陸指揮艦
- ブルー・リッジ級揚陸指揮艦「ブルー・リッジ」（USS Blue Ridge, LCC-19）- 第7艦隊旗艦。母港 横須賀海軍施設。

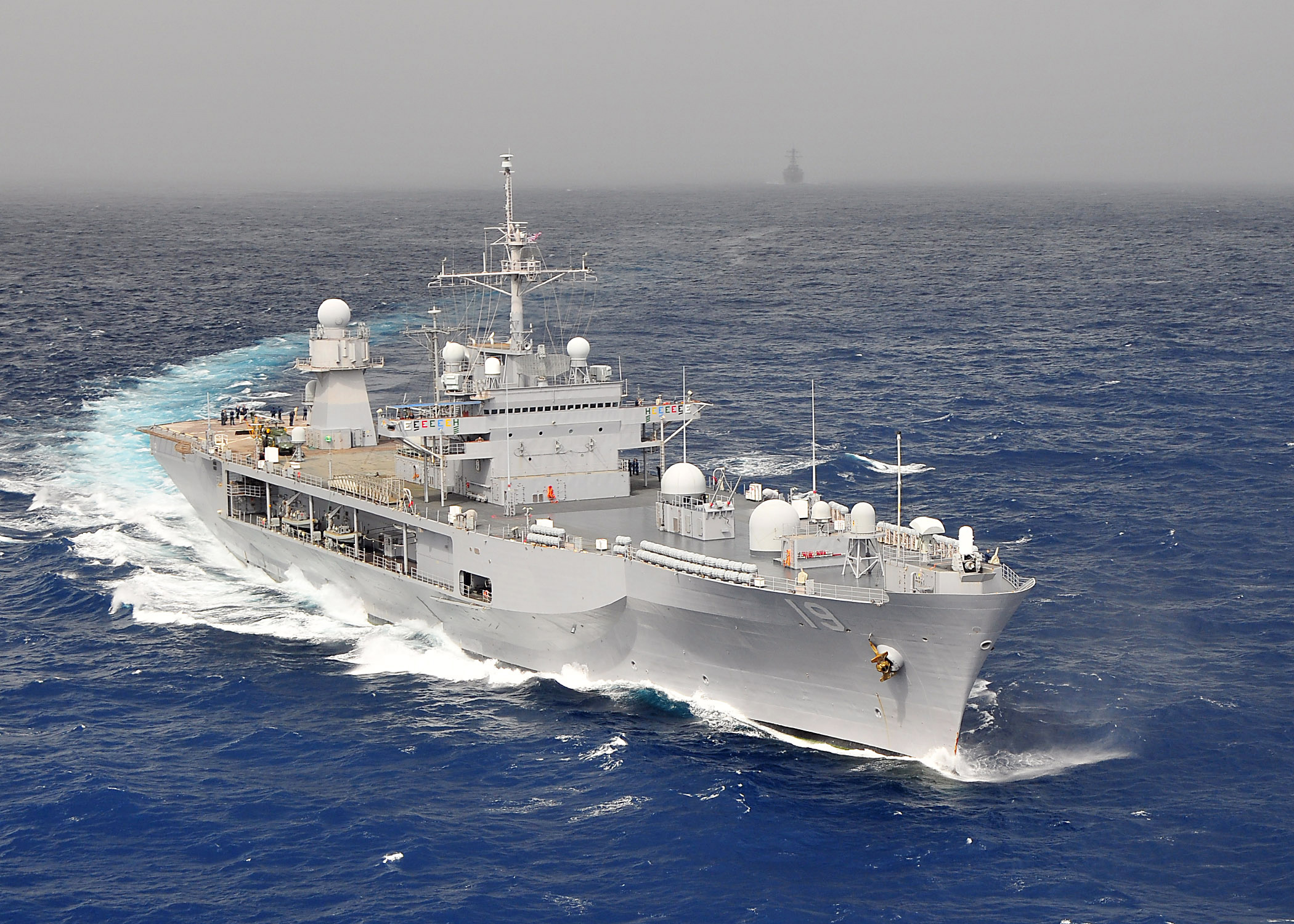
揚陸指揮艦 「ブルー・リッジ」 LCC-19

#### 第7掃海隊
第7掃海隊は、平時には編成されておらず、第76任務部隊の隷下に置かれる。
- アヴェンジャー級掃海艦「パトリオット」（USS Patriot, MCM-7) - 母港 佐世保基地。
- アヴェンジャー級掃海艦「パイオニア」（USSPioneer , MCM-9) - 母港 佐世保基地。
- アヴェンジャー級掃海艦「ウォーリア」（USS Warrior, MCM-10) - 母港 佐世保基地。
- アヴェンジャー級掃海艦「チーフ」（USS Chief, MCM-14) - 母港 佐世保基地。

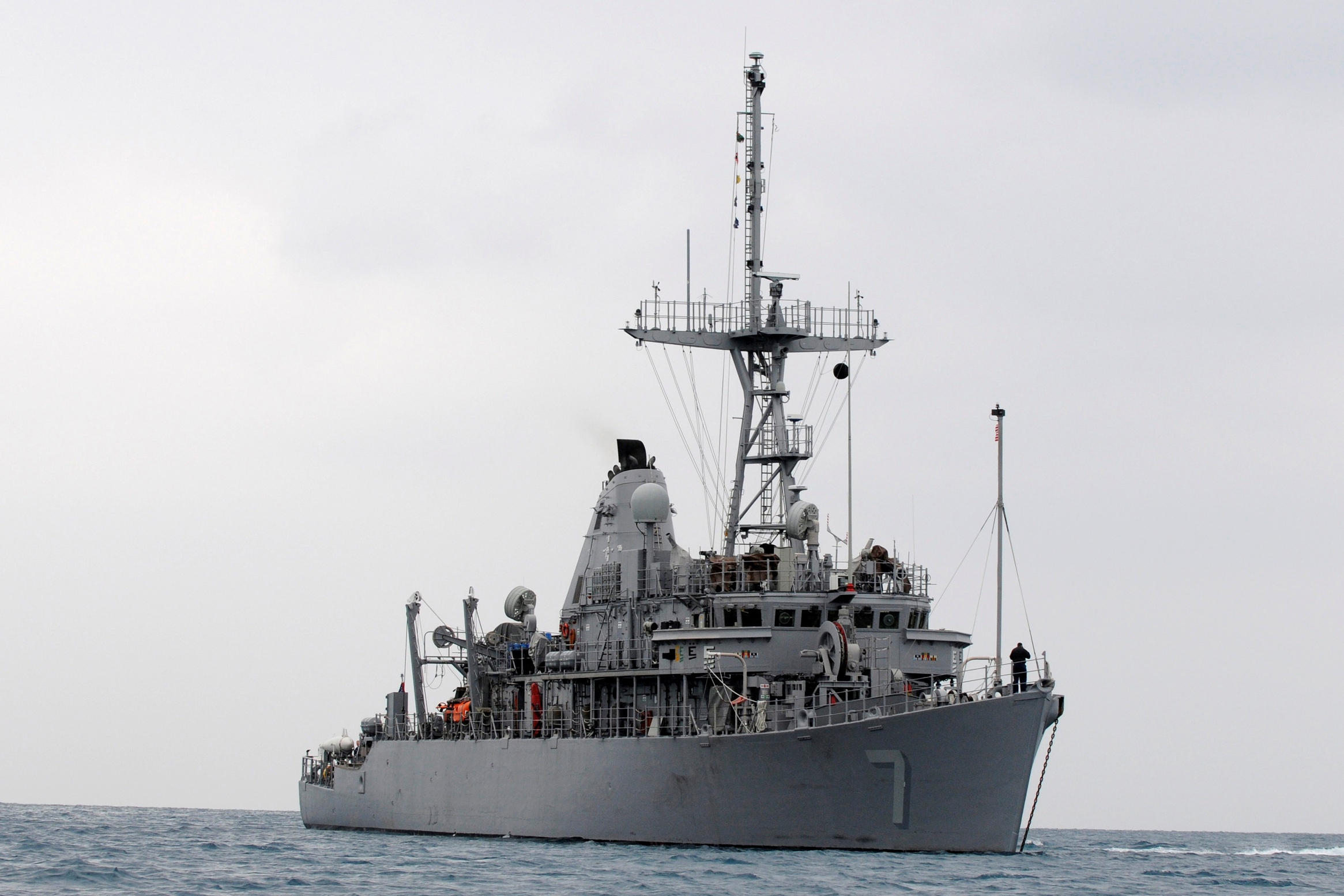
掃海艦 「パトリオット」 MCM-7
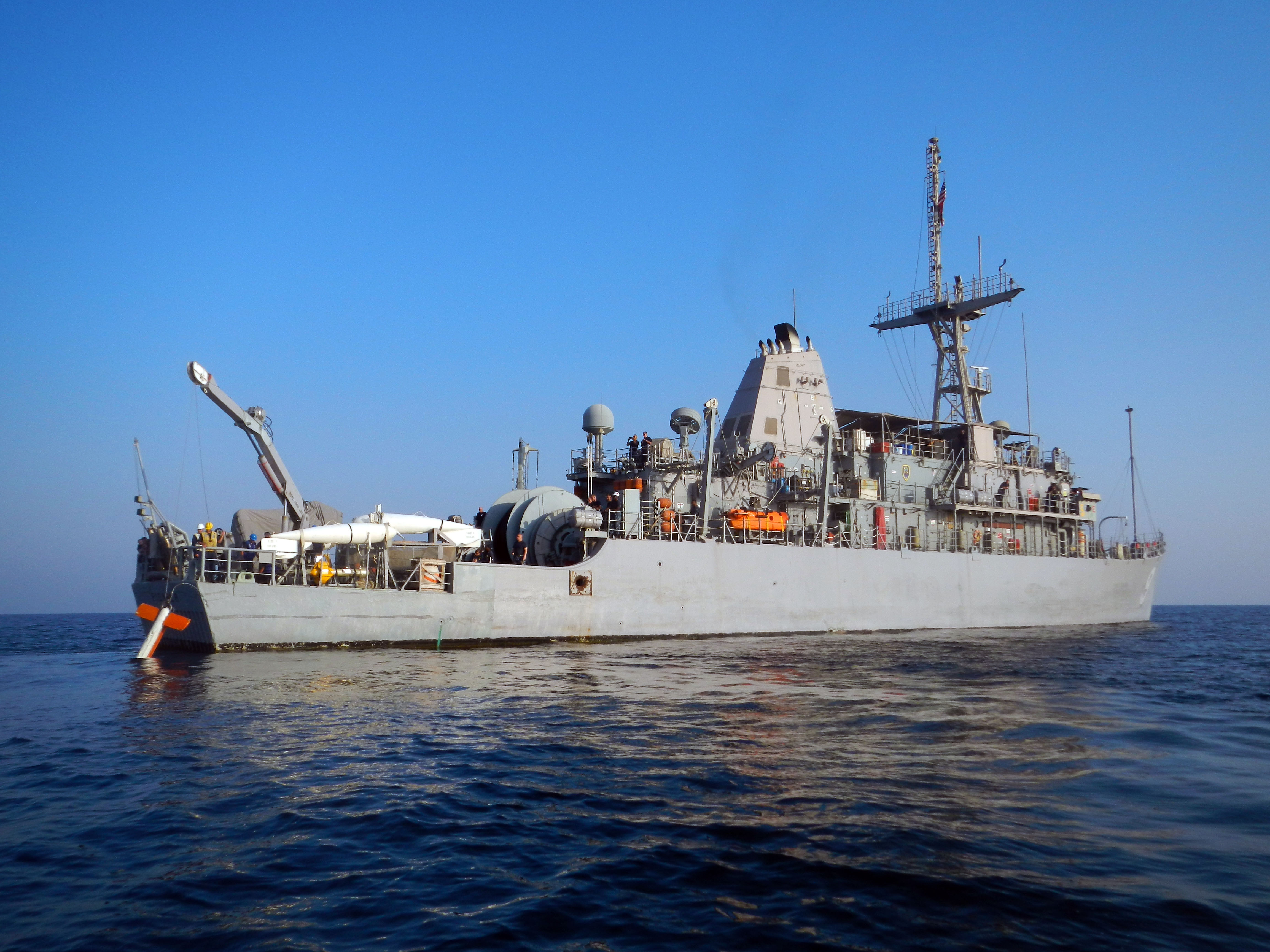
掃海艦 「パイオニア」
MCM-9[注 9]
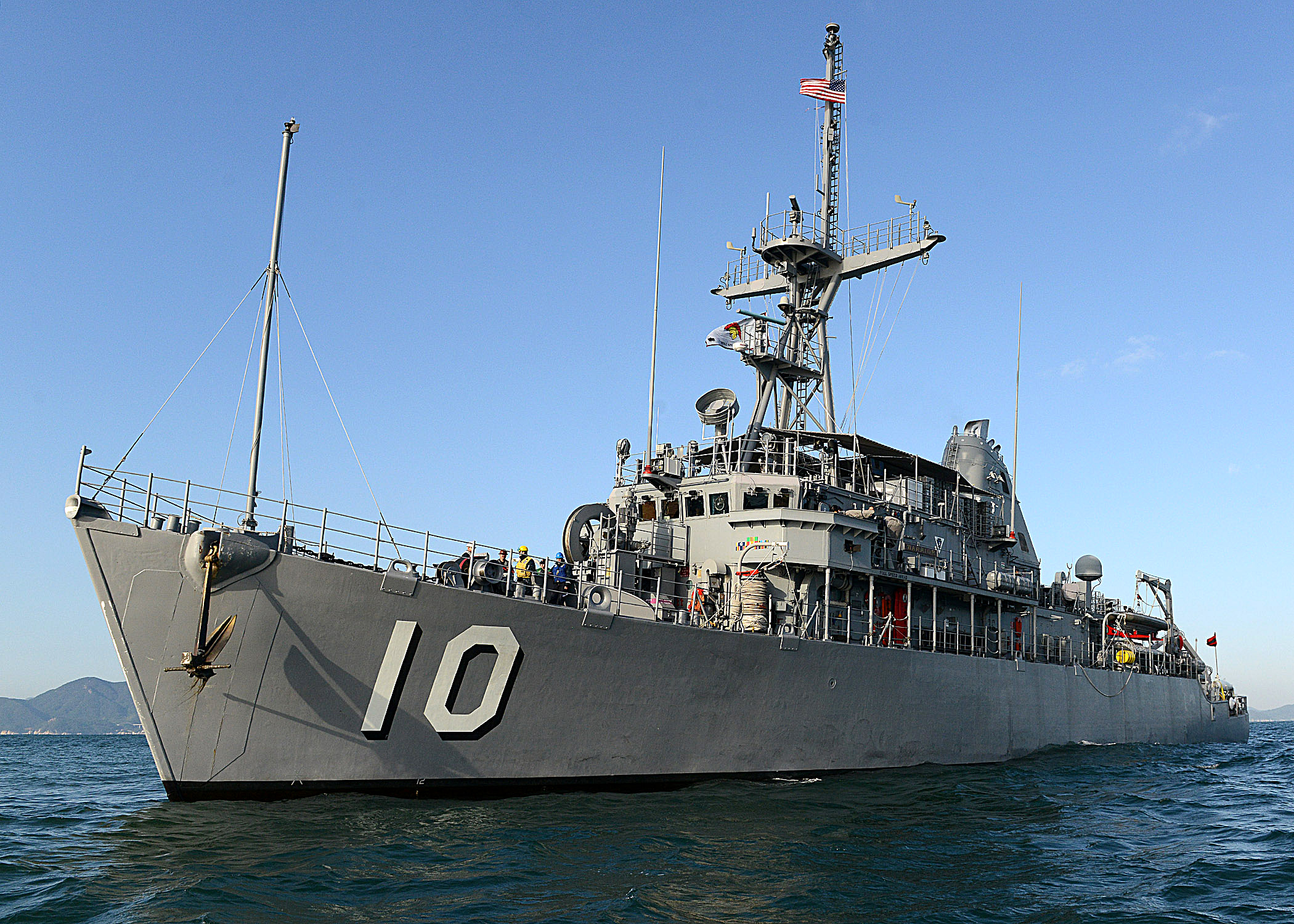
掃海艦 「ウォーリア」 MCM-10
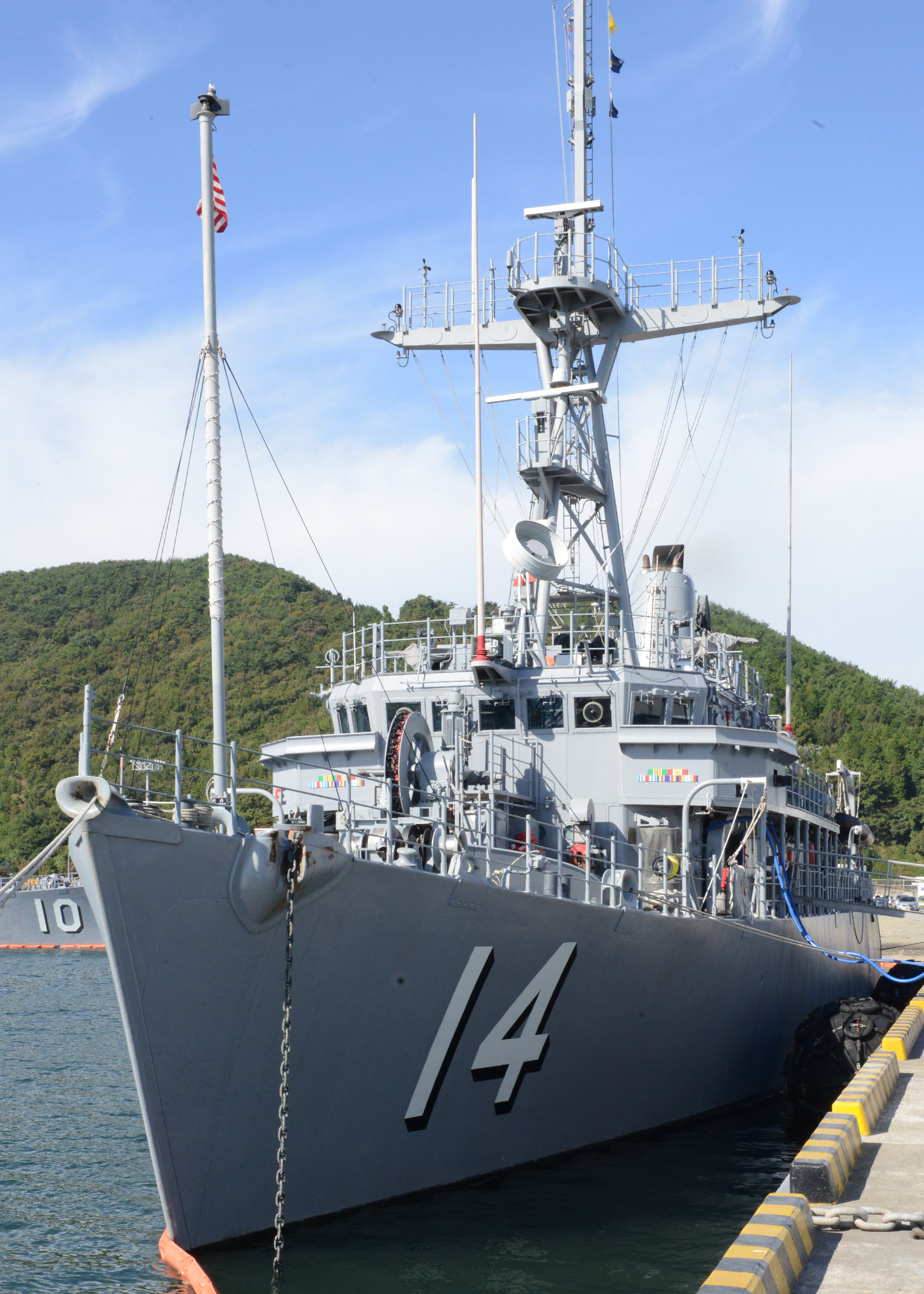
掃海艦 「チーフ」 MCM-14[注 10]
「パイオニア」と「チーフ」は、重量物運搬船に積載されて佐世保に配備された。[注 11]

### 第7艦隊海軍遠征部隊太平洋コマンド
第7艦隊海軍遠征部隊太平洋コマンド（Navy Expeditionary Forces Command Paciffic, Seventh Fleet）は、爆発物処理部隊(EOD)、沿岸河川部隊、建設部隊を集めた部隊。司令部はグアム。

### 第7艦隊上陸部隊
第7艦隊上陸部隊（Landing Force, Seventh Fleet）は、アメリカ海兵隊の部隊で構成される。平時において、第3海兵遠征旅団（3rd Marine Expeditionary Brigade, 3MEB）の司令部のみを沖縄県うるま市の｢キャンプ・コートニー｣を置く。
- 第31海兵隊遠征隊（31st Marine Expeditionary Unit, 31MEU）は、第7艦隊上陸部隊を構成する連携部隊として、沖縄県国頭郡金武町の｢キャンプ・ハンセン｣に司令部を置き駐屯している。

上記の海兵隊部隊は、平時は太平洋海兵隊 (United States Marine Corps Forces Pacific, MARFORPAC)・第3海兵遠征軍 (III Marine Expeditionary Force, III MEF)の指揮下にある部隊である。
第3海兵遠征旅団（3MEB）に編入された第3海兵遠征軍 (III MEF)所属の部隊や第31海兵遠征隊（31MEU）が、第7艦隊水陸両用部隊に乗艦し作戦行動する際に、第7艦隊上陸部隊（第79任務部隊）として編成される。
第7艦隊上陸部隊の作戦統制は第7艦隊司令官が指揮し、部隊管理は太平洋艦隊海兵軍 （FMFPac）の指揮を受ける。なお太平洋艦隊海兵軍司令官は、太平洋海兵隊司令官が兼任する。

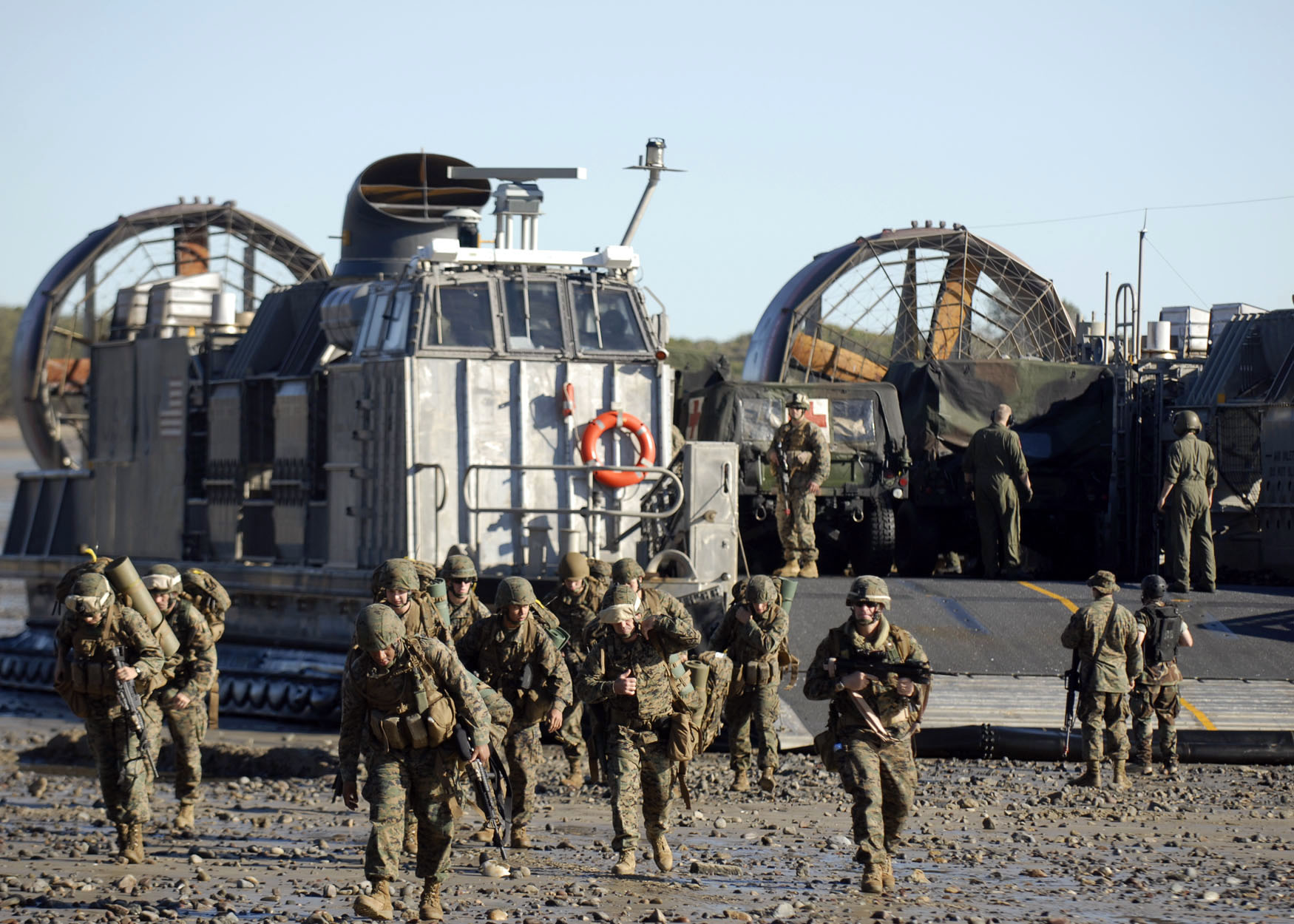
LCACから下船する31MEU
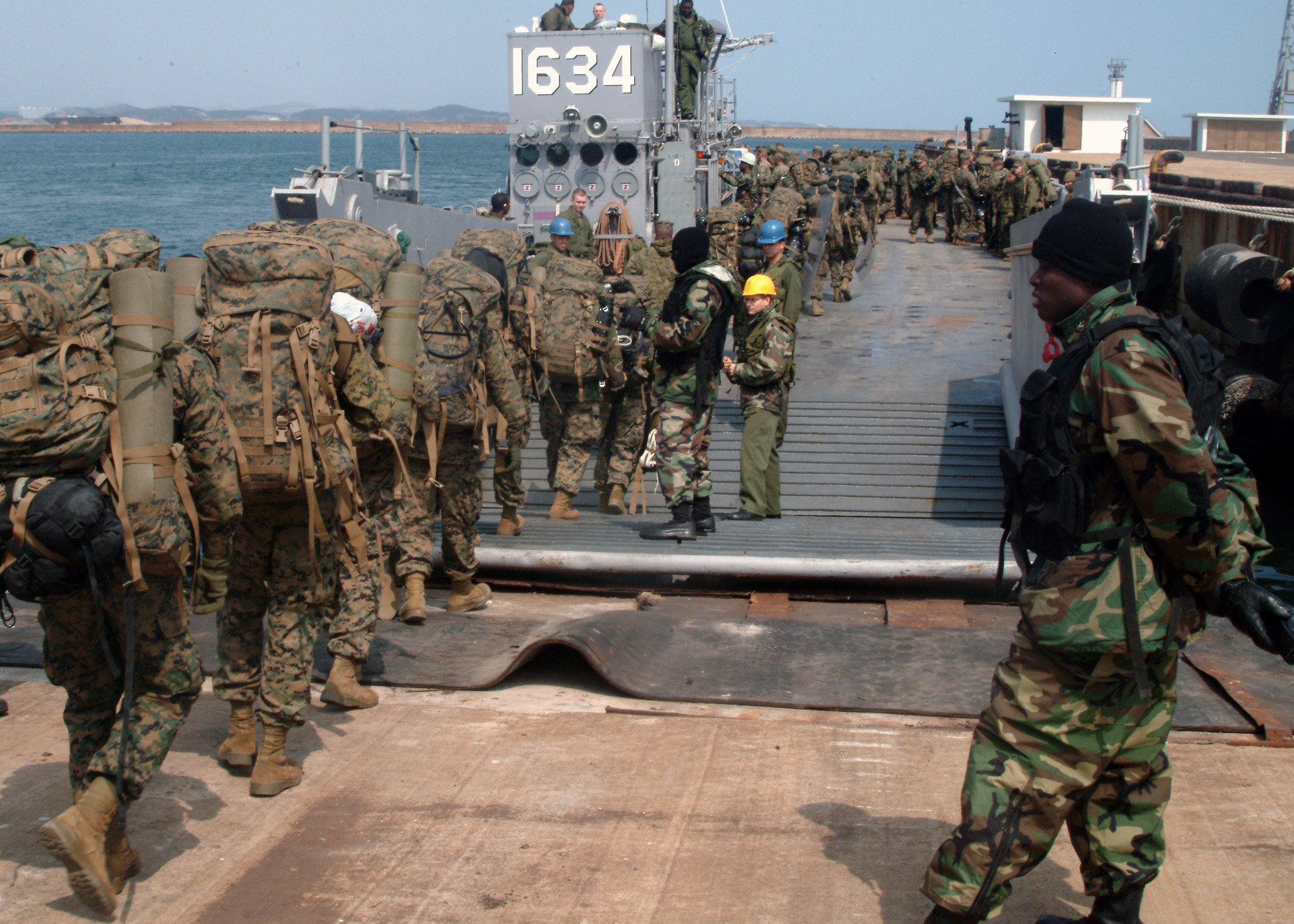
LCUに乗船する31MEU

## 第7艦隊の航空機
- FA-18E/F スーパーホーネット
- F-35C ライトニングII
- EA-18G グラウラー
- E-2D アドバンスドホークアイ
- MH-60R シーホーク
- MH-60S ナイトホーク
- SH-60F オーシャンホーク
- CMV-22B オスプレイ
- P-8A ポセイドン

### 第51ヘリコプター海洋打撃飛行隊
- 第51ヘリコプター海洋打撃飛行隊（HSM-51 "Warlords"）- MH-60R シーホーク - 太平洋艦隊ヘリコプター海洋打撃航空団（Commander, Helicopter Maritime Strike Wing, Pacific Fleet, COMHMWINGPAC）の部隊で、厚木海軍航空施設に駐屯する。ミサイル巡洋艦「シャイロー」、ミサイル駆逐艦「ラッセン」など横須賀海軍施設を母港とする第7艦隊第70任務部隊（CTF-70）のヘリコプター搭載可能艦船に展開する。テールコードは、"TA"。HSM-51にはかつて緑色に塗装されたSH-60F シーホークが配備され、司令官等の要人輸送を担当した。SH-60F退役後は、MH-60Rがその任務を担っている。主に揚陸指揮艦「ブルー・リッジ」に展開する。

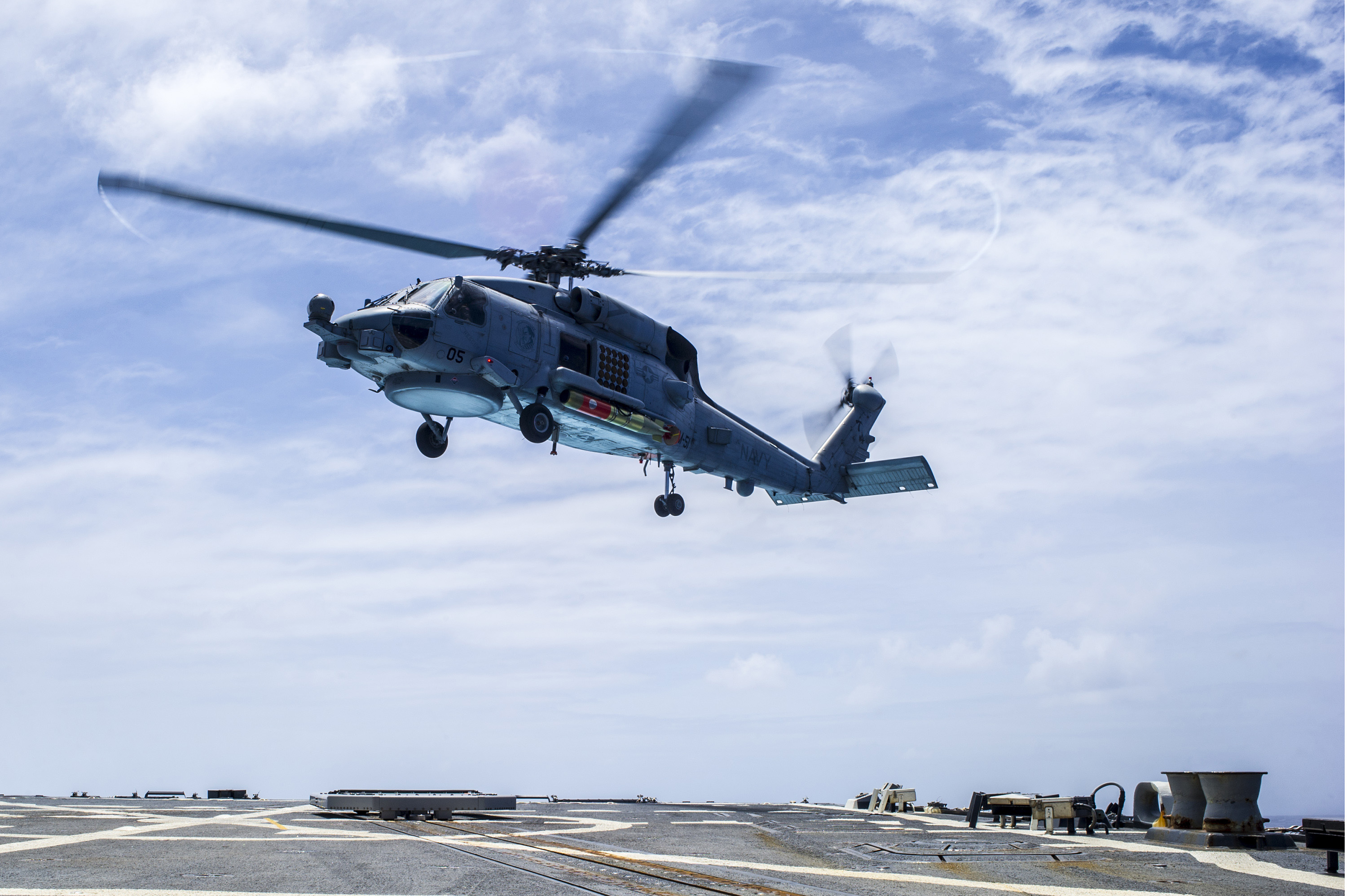
HSM-51 「ウォーローズ」 MH-60R シーホーク
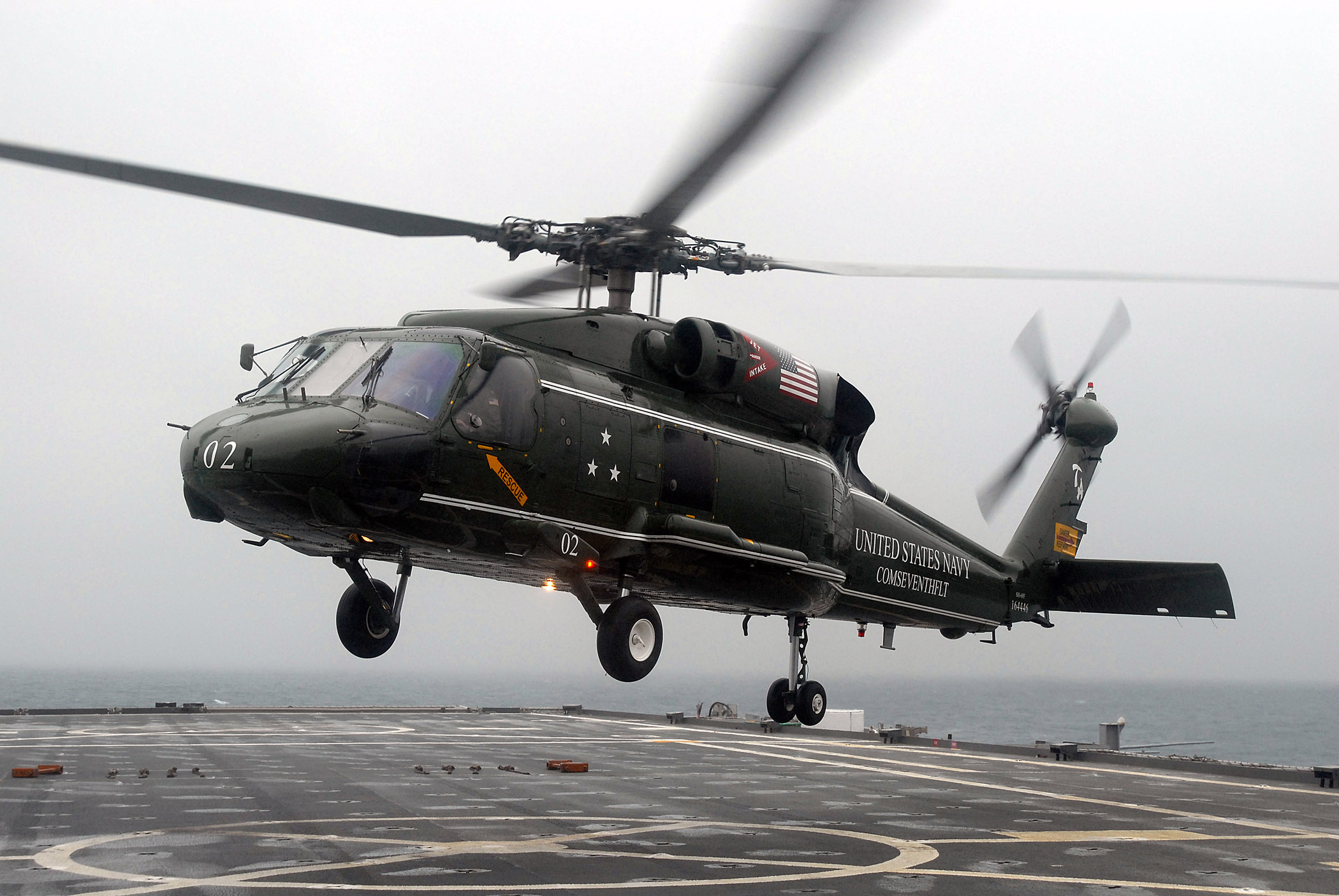
HSM-51 「ウォーローズ」 SH-60F シーホーク[注 12]

## 歴代司令官
| •海軍中将 アーサー・S・カーペンダー（Arthur S. Carpender）                  |  | （1943年3月15日 - 1943年11月26日）  |
| •海軍中将 トーマス・C・キンケイド（Thomas C. Kinkaid）                      |  | （1943年11月26日 – 1945年11月20日） |
| •海軍中将 ダニエル・E・バービー（Daniel E. Barbey）                         |  | （1945年11月20日 – 1946年10月2日）  |
| •海軍中将 チャールズ・M・クック・ジュニア（Charles M. Cooke, Jr.）          |  | （1946年10月2日 – 1948年2月28日）   |
| •海軍中将 オスカー・C・バジャー2世（Oscar C. Badger II）                    |  | （1948年2月28日 – 1949年8月28日）   |
| •海軍中将 ラッセル・S・バーケイ（Russell S. Berkey）                        |  | （1949年8月28日 – 1950年4月5日）    |
| •海軍少将 ウォルター・F・ブーン（Walter. F. Boone）                         |  | （1950年4月5日 – 1950年5月20日）    |
| •海軍中将 アーサー・D・ストラブル（Arthur D. Struble）                      |  | （1950年5月20日 – 1951年3月28日）   |
| •海軍中将 ハロルド・M・マーティン（Harold. M. Martin）                      |  | （1951年3月28日 – 1952年3月3日）    |
| •海軍中将 ロバート・P・ブリスコ（Robert P. Briscoe）                        |  | （1952年3月3日 – 1952年5月20日）    |
| •海軍中将 ジョゼフ・J・クラーク（Joseph. J. Clark）                         |  | （1952年5月20日 – 1953年12月1日）   |
| •海軍中将 アルフレッド・M・プライド（Alfred M. Pride）                      |  | （1953年12月1日 – 1955年12月9日）   |
| •海軍中将 スチュアート・H・インガーソル（Stuart H. Ingersoll）              |  | （1955年12月19日 – 1957年1月28日）  |
| •海軍中将 ウォーレス・M・ビークリー（Wallace M. Beakley）                   |  | （1957年1月28日 – 1958年9月30日）   |
| •海軍中将 フレデリック・N・キヴェット（Frederick N. Kivette）               |  | （1958年9月30日 – 1960年3月7日）    |
| •海軍中将 チャールズ・D・グリフィン（Charles D. Griffin）                   |  | （1960年3月7日 – 1961年10月28日）   |
| •海軍中将 "ビル"ウィリアム・A・スコーク（William A. "Bill" Schoech）        |  | （1961年10月28日 – 1962年10月13日） |
| •海軍中将 トーマス・モーラー（Thomas H. Moorer）                            |  | （1962年10月13日 – 1964年6月15日）  |
| •海軍中将 ロイ・L・ジョンソン（Roy L. Johnson）                             |  | （1964年6月15日 – 1965年3月1日）    |
| •海軍中将 ポール・P・ブラックバーン（Paul P. Blackburn）                    |  | （1965年3月1日 – 1965年10月9日）    |
| •海軍少将 ジョセフ・W・ウィリアムズ・ジュニア（Joseph W. Williams, Jr.）    |  | （1965年10月9日 – 1965年12月13日）  |
| •海軍中将 ジョン・J・ハイランド（John J. Hyland）                           |  | （1965年12月13日 – 1967年11月6日）  |
| •海軍中将 ウィリアム・F・ブリングル（William F. Bringle）                   |  | （1967年11月6日 – 1970年3月10日）   |
| •海軍中将 モーリス・F・ワイスナー（Maurice F. Weisner）                     |  | （1970年3月10日 – 1971年6月18日）   |
| •海軍中将 ウィリアム・ P・マック（William P. Mack）                         |  | （1971年6月18日 – 1972年5月23日）   |
| •海軍中将 ジェームズ・ホロウェイ3世（James L. Holloway III）                |  | （1972年5月23日 – 1973年7月28日）   |
| •海軍中将 ジョージ・P・スティール（George P. Steele）                       |  | （1973年7月28日 – 1975年6月14日）   |
| •海軍中将 トーマス・ヘイワード（Thomas B. Hayward）                         |  | （1975年6月14日 – 1976年7月24日）   |
| •海軍中将 ロバート・B・ボールドウィン（Robert B. Baldwin）                  |  | （1976年7月24日 – 1978年5月31日）   |
| •海軍中将 シルヴェスター・R・フォーリー・ジュニア（Sylvester R. Foley Jr.） |  | （1978年5月31日 – 1980年2月14日）   |
| •海軍中将 カーライル・トロスト（Carlisle A.H. Trost）                       |  | （1980年2月14日 – 1981年9月15日）   |
| •海軍中将 M.スタザー・ホルコム（M. Staser Holcomb）                         |  | （1981年9月15日 – 1983年5月9日）    |
| •海軍中将 ジェームズ・R・ホッグ（James R. Hogg）                            |  | （1983年5月9日 – 1985年3月4日）     |
| •海軍中将 ポール・F・マッカーシー・ジュニア（Paul F. McCarthy, Jr.）        |  | （1985年3月4日 – 1986年12月9日）    |
| •海軍中将 ポール・D・ミラー（Paul D. Miller）                               |  | （1986年12月9日 – 1988年10月21日）  |
| •海軍中将 ヘンリー・H・モーズ・ジュニア（Henry H. Mauz, Jr.）               |  | （1988年10月21日 – 1990年12月1日）  |
| •海軍中将 スタンリー・R・アーサー（Stanley R. Arthur）                      |  | （1990年12月1日 – 1992年7月3日）    |
| •海軍中将 ティモシー・W・ライト（Timothy W. Wright）                        |  | （1992年7月3日 – 1994年7月28日）    |
| •海軍中将 アーチー・R・クレミンス（Archie R. Clemins）                      |  | （1994年7月28日 – 1996年9月13日）   |
| •海軍中将 ロバート・J・ナッター（Robert J. Natter）                         |  | （1996年9月13日 – 1998年8月12日）   |
| •海軍中将 ウォルター・F・ドラン（Walter F. Doran）                          |  | （1998年8月12日 – 2000年7月12日）   |
| •海軍中将 ジェームズ・W・メッツガー（James W. Metzger）                     |  | （2000年7月12日 – 2002年7月18日）   |
| •海軍中将 ロバート・F・ウィラード（Robert F. Willard）                      |  | （2002年7月18日 – 2004年8月6日）    |
| •海軍中将 ジョナサン・グリーナート（Jonathan William "Jon" Greenert）       |  | （2004年8月6日 – 2006年9月12日）    |
| •海軍中将 ウィリアム・ダグラス・クローダー（William Douglas Crowder）       |  | （2006年9月12日 – 2008年7月12日）   |
| •海軍中将 ジョン・M・バード（John M. Bird）                                 |  | （2008年7月12日 – 2010年9月10日）   |
| •海軍中将 スコット・R・ヴァン・バスカーク（Scott R. Van Buskirk）           |  | （2010年9月10日 – 2011年9月7日）    |
| •海軍中将 スコット・H・スウィフト（Scott H. Swift）                         |  | （2011年9月7日 – 2013年7月31日）    |
| •海軍中将 ロバート・トーマス2世（Robert L. Thomas Jr.）                     |  | （2013年7月31日 – 2015年9月7日）    |
| •海軍中将 ジョセフ・P・アーコイン（Joseph P. Aucoin）                       |  | （2015年9月7日 – 2017年8月22日）    |
| •海軍中将 フィリップ・G・ソーヤー（en:Phillip G. Sawyer）                   |  | （2017年8月22日 – 2019年9月12日）   |
| •海軍中将 ウィリアム・R・マース（en:William R. Merz）                       |  | （2019年9月12日 – 2021年7月8日）    |
| •海軍中将 カール・O・トーマス（en:Karl O. Thomas）                          |  | （2021年7月8日 – 2024年2月15日）    |
| •海軍中将 フレッド・W・ケイチャー（en:Fred Kacher）                         |  | （2024年2月15日 – 現職）            |

## 不祥事
- 1958年 - 日本にヘロインを密輸していた中国人が逮捕、輸送手段としてアメリカ軍の輸送機や艦艇を利用していたことが判明。日米合同捜査本部が第7艦隊所属の巡洋艦から1億2000万円相当の麻薬を押収[12]。